# Amazones
Pour les articles homonymes, voir Amazone.

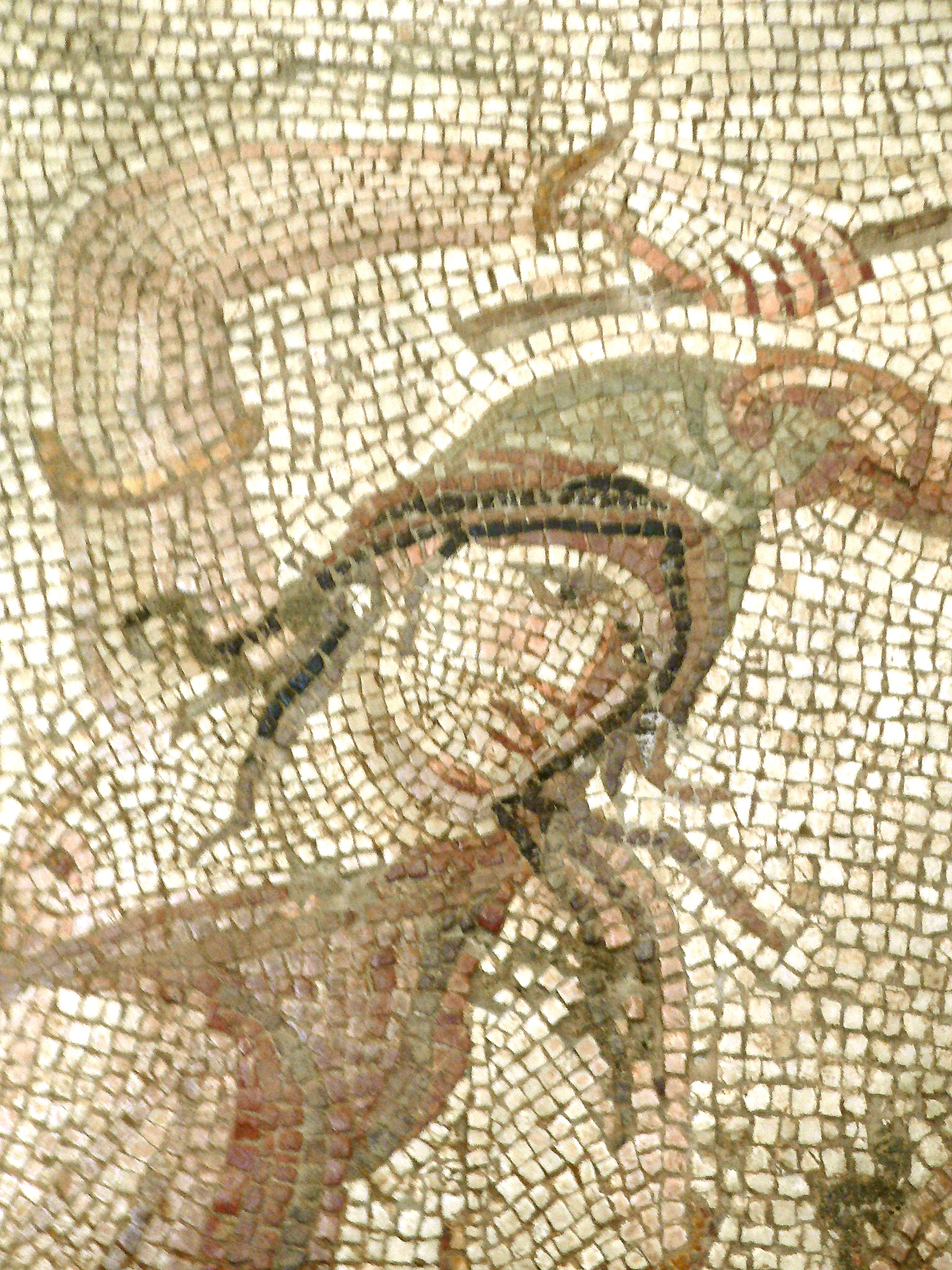
Amazone, fragment de mosaïque de pavement de Daphné (actuelle Turquie), 2e moitié du IVe siècle, Paris, musée du Louvre.

Les Amazones (en grec ancien Ἀμαζόνες / Amazónes ou Ἀμαζονίδες / Amazonídes) sont, selon les versions, soit un peuple fictif et mythologique de femmes guerrières à l'origine d'une société matriarcale, soit un peuple ayant réellement existé. La tradition les situe soit en Anatolie sur les rives de la mer Noire, soit au sud du pays des Scythes et des Sarmates (actuelle Ukraine). D'autres traditions évoquent la présence d'Amazones en Afrique du Nord-Ouest, en Libye et dans les îles Canaries. D'après certains récits historiques et études anthropologiques, il existerait également des Amazones en Amérique.
Les Amazones font partie de la mythologie grecque. Elles apparaissent pour la première fois dans l’Iliade en tant que personnages de fiction, probablement au VIIIe siècle av. J.-C., comme étant toujours et uniquement des femmes. Au-delà de l'aspect mythologique, des historiens suggèrent que les Amazones pourraient correspondre aux femmes guerrières des peuples scythes et sarmates.
Le terme « Amazones » s'est ensuite appliqué à d'autres groupes de femmes-guerrières, que leur existence soit confirmée ou, le plus souvent, fantasmée.

## Mythes antiques des Amazones

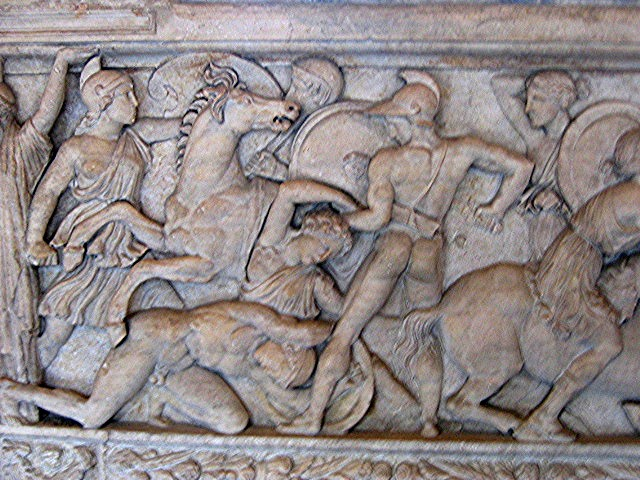
Combat entre les Grecs et les Amazones, sarcophage du, musée du Louvre, Paris.

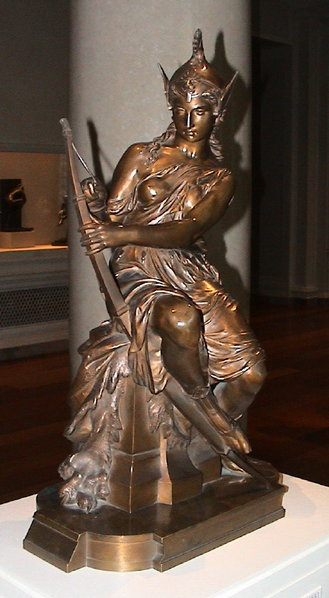
Pierre-Eugène-Émile Hébert, Amazone se préparant à la bataille, National Gallery of Art, Washington.

### Étymologie
La tradition inspirée de l’Éthiopide d'Arctinos de Milet prétendait que les Amazones coupaient leur sein droit ou le brûlaient afin d'être de meilleures archères. Ce ne serait, selon l'historien romain Justin, dans son Abrégé des Histoires Philippiques, que le résultat d'une fausse étymologie, le mot « Amazone » étant compris en grec ancien comme a- (ἀ-) et mazos (μαζός), « sans sein ». Or aucun ancien témoignage artistique ne montre d'indice en ce sens : les Amazones sont toujours dépeintes avec leurs deux seins, celui de droite étant simplement recouvert.
L'historienne des sciences Adrienne Mayor est également d'avis que le mythe trouve son origine dans une fausse étymologie,. De nombreux vases grecs peints nous les montrent armées d'arcs courbes, comme ceux utilisés par les archers nomades de la steppe pontique, qu'elles les tenaient loin de leur poitrine. Tirer à l'arc en chevauchant nécessite en effet une technique instinctive dite d'« ancrage flottant » : la main qui tend la corde n'est pas ancrée à un point fixe du visage ou du corps, ce qui fait que la corde ne fait qu'effleurer le corps mais ne le touche pas. Selon ce principe, les femmes qui tirent à l'arc ne sont aucunement gênées par leurs seins. L'apparition de ce mythe dans la tradition littéraire du Ve siècle av. J.-C. pourrait aussi s'expliquer par la physiologie hippocratique, qui veut qu'une atrophie artificielle pratiquée localement avant la croissance d'un enfant peut provoquer, par dérivation de la nutrition, une hypertrophie des parties corporelles voisines.
Quant à la véritable étymologie du nom, elle reste incertaine. Elle a été rapprochée des adjectifs indo-iraniens *ha-mazan « guerrier », *ama-janah « virilité meurtrière » ou « meurtrie » ou *ha mashyai, « tribus nomades », tandis que dans la Bible, les « femmes des nomades » sont appelées *Ma gog et dans le Coran *Mâ jûj. L'étymologie populaire admise pendant l'Antiquité, inspirée de la légende de l’Éthiopide, décompose le mot en un ἀ- / a-, « privatif », et μαζός / mazós, « sein » en ionien : « celles qui n'ont pas de sein ».

### Description
Les attributs des Amazones sont le cheval, la pelte (un bouclier léger en forme de demi-lune), la lance, l'arc et les flèches propres aux peuples cavaliers des steppes d'Eurasie, ainsi que la hache (σάγαρις / ságaris), puis la double hache (διδυμοπέλεκυς / didymopélekys) à partir de l'époque hellénistique, selon Quintus de Smyrne. Le signal de la bataille est donné par des sistres (sortes de grelots) généralement en bronze.
Selon les récits, de nombreux héros grecs — Bellérophon, Achille, Héraclès, Thésée ou encore Priam — ont eu affaire à elles, et bien souvent, chacun eut sa reine à aimer et, finalement, à tuer. Priam, le vieux roi troyen, aurait lui-même repoussé une invasion d'Amazones. Achille affronte Penthésilée venue secourir les Troyens, la tue puis est ému en découvrant sous le casque le visage de la défunte. On retrouve ce thème également chez Hellanicos,, le pseudo-Apollodore, et chez Virgile. Pour son neuvième travail, Héraclès doit s'emparer de la ceinture d'Hippolyte et il finira par massacrer celle-ci et ses compagnes.

### OlympiquesetNéméennesde Pindare
Pindare (Ve siècle av. J.-C.) évoque les Amazones dans deux de ses œuvres. Dans les Olympiques, il dédie sa huitième ode à Alkimédon d’Égine, renommé à la lutte, où il écrit qu'Apollon pousse vers le Xanthe, vers les Amazones aux beaux coursiers et l'Ister. Il consacre la treizième à Xénophon de Corinthe, célèbre à la course du stade et au pentathlon, il évoque Bellérophon, qui frappe les Amazones du sein des airs aux froides solitudes, extermine cette troupe de femmes archers, ainsi que la chimère crachant des flammes et les Solymes. Dans ses Néméennes, dans une ode dédiée à Aristoclide d'Égine Pancratiaste, il parle de Télamon, qui a suivi Hercule dans son expédition contre Laomédon et les intrépides Amazones aux arcs d'airain.

### Hymnesde Callimaque de Cyrène
Callimaque de Cyrène (IIIe siècle av. J.-C.) dédie une de ses Hymnes à Artémis, notamment déesse de la nature sauvage et de la chasse. Il déclare que c'est à elle que jadis, aux rivages d'Éphèse, les Amazones érigèrent une statue sur le tronc d'un hêtre. Là tandis qu'Hippo lui offrait un sacrifice, ces femmes amies de la guerre, exécutèrent avec leurs boucliers la danse des armes. Ensuite, elles se réunirent en chœur autour de son autel. Leurs mouvements agiles faisaient résonner leurs carquois et retentir la terre sous leurs pieds. Le son des chalumeaux leur marquait la cadence et l'écho le répétait jusque dans Sardes et dans Bérécynthe. Dans les âges suivants, on construisit autour de cette statue un vaste temple : le soleil n'en verra jamais de plus beau ni de plus riche, l'emportant même sur le temple de Pytho.

### Bibliothèque historiquede Diodore de Sicile

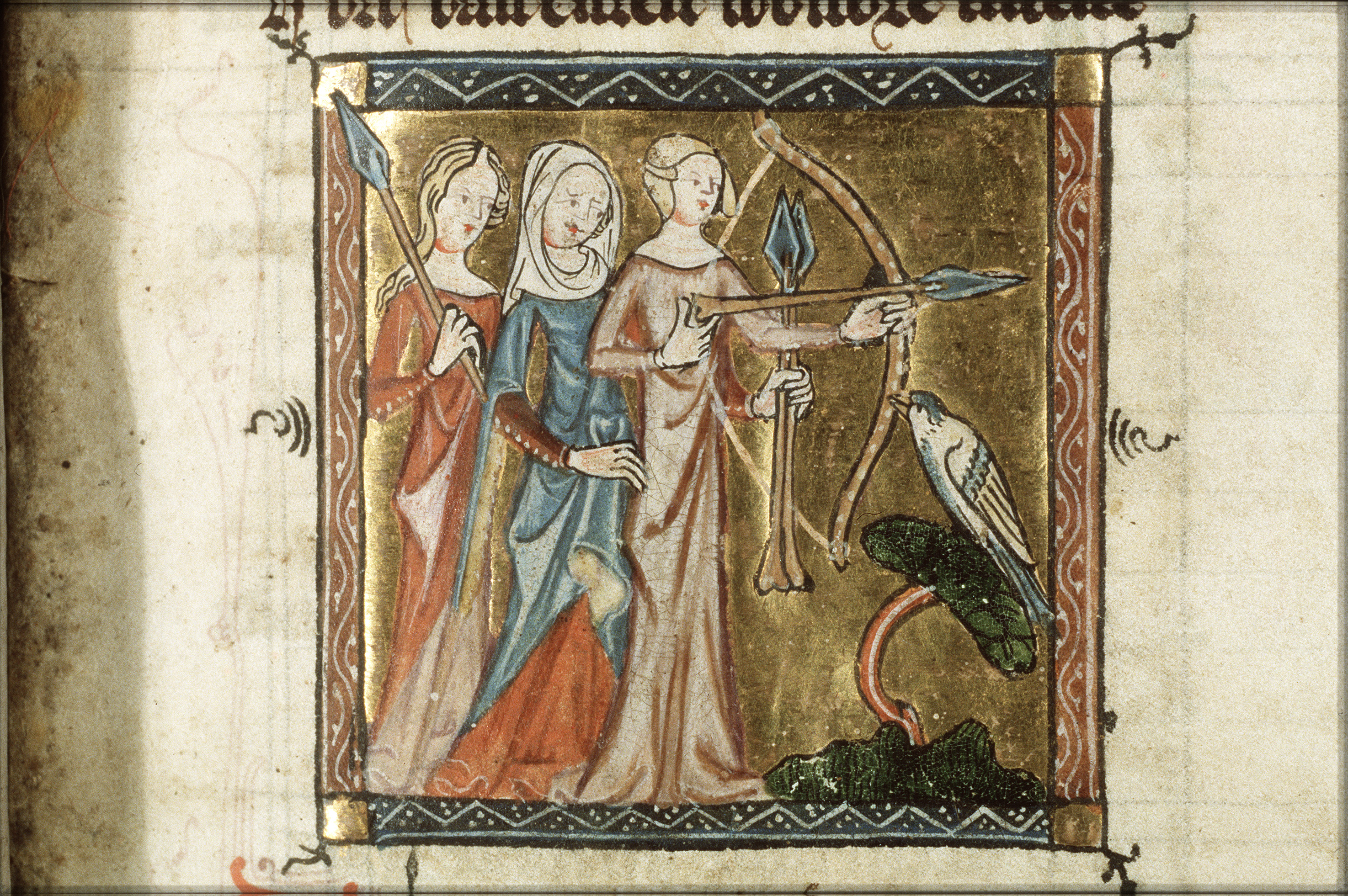
Amazones, ', Jacob van Maerlant.

Diodore de Sicile, dans le livre II de la Bibliothèque historique (Ier siècle av. J.-C.), parle des Scythes qui habitaient un pays voisin de l'Inde, dont des rois célèbres laissèrent leur nom aux Saces, aux Massagètes, aux Arimaspes et à plusieurs autres peuples. À l'époque où la Scythie était livrée à l'anarchie, la royauté fut exercée par des femmes courageuses, dont beaucoup se sont illustrées par leurs exploits, non seulement en Scythie, mais aussi dans les contrées limitrophes. Cyrus, roi des Perses, plus puissant qu'aucun autre roi de son temps, dirigea une armée formidable contre la reine des Massagètes, Tomyris. Mais il fut battu et décapité. C'est là le fondement de la nation des Amazones. En plus de leurs incursions dans les pays voisins, elles soumirent une grande partie de l'Europe et de l'Asie. Autrefois, sur les rives du fleuve Thermodon, vivait un peuple gouverné par des femmes portant les armes, comme les hommes. Une de leurs reines, dotée de l'autorité royale, forte et courageuse, forma une armée féminine, l'accoutuma aux fatigues de la guerre et s'en servit pour soumettre quelques peuples voisins, augmentant sa renommée. Enorgueillie par ses succès, la reine se prétendit fille d'Arès. Elle contraignit les hommes à filer la laine et à se livrer à des tâches de femmes, pendant que les femmes se réservaient les fonctions militaires. Elles estropiaient les enfants mâles dès leur naissance, coupant jambes et bras, pour les rendre inaptes au service militaire. Elles brûlaient le sein droit aux filles, afin de ne pas être gênées au tir à l'arc. C'est (selon l'auteur) l'origine de leur nom d'Amazones. Enfin, leur reine, renommée pour son intelligence, fonda à l'embouchure du Thermodon une grande ville, Themiscyre, et y construisit un magnifique palais. Elle établit une bonne discipline, et, aidée par son armée, elle recula jusqu'au Tanaïs les limites de son empire. Enfin, après maints exploits, elle mourut héroïquement au combat.
Ensuite, sa fille lui succéda au trône, la surpassant en beaucoup de choses. Dès sa jeunesse, elle exerçait les autres filles à la chasse et les entraînaient quotidiennement à la guerre. Elle institua des sacrifices somptueux en l'honneur d'Arès et d'Artémis, surnommée Tauropole. Portant ses armes au-delà du Tanaïs, elle étendit ses conquêtes jusqu'à la Thrace. De retour chez elle et chargée de dépouilles, elle éleva aux deux dieux des temples splendides. Elle se concilia l'amour de ses sujets par la justice de son gouvernement. Puis elle étendit sa domination jusqu'à la Syrie. Mais, à la suite de la défaite que leur infligea Héraclès, les Barbares du voisinage, méprisant les Amazones ainsi domptées, et se souvenant des injures passées, leur firent une guerre implacable, parvenant jusqu'à effacer le nom même des Amazones. Pourtant, plusieurs années après, Penthésilée, fille d'Arès et reine des Amazones, qui avait échappé à l'extermination, participa à la guerre de Troie. Elle avait fui sa patrie pour se soustraire à la vengeance d'un meurtre. Combattant vaillamment dans les rangs des Troyens, après la mort d'Hector, elle tua nombre de Grecs, avant de périr glorieusement sous le fer d'Achille. Ce fut la dernière Amazone renommée pour son courage ; ce qui restait de cette nation a fini par disparaître entièrement. C'est ainsi que, lorsqu'on parle aujourd'hui de l'histoire antique des Amazones, on croit entendre des contes.

### Fabulaed'Hygin
Hygin (67 av.-17 ap. J.-C.) donne dans ses Fabulae (Fables) une liste d'Amazones : Ocyale, Dioxippe (en), Iphinome, Xanthe, Hippothoe, Otréré (d'après lui, épouse de Mars et fondatrice du temple d'Artémis à Éphèse), Antioche, Laomache, Glauce, Agave, Theseis, Hippolyte, Clymene, Polydora, Penthesilea, Antiope (fille de Mars, tuée par Thésée, fils d'Égée, à cause d'un oracle d'Apollon). Il raconte aussi la course à pied du Chant V de l'Énéide de Virgile, où Hélymus reçut pour le deuxième prix un carquois d'Amazone.

### Abrégé des Histoires Philippiquesde Justin
Dans l'Abrégé des Histoires Philippiques (IIIe siècle ou IVe siècle), Justin fait une digression sur l'Arménie, localisant les Amazones près de la terre des Albains, alliés de Jason. Dans une autre digression, sur les Scythes et leurs brillants exploits, il raconte que s'ils ont fondé l'Empire parthe, leurs femmes ont fondé celui des Amazones. Deux princes scythes, Ylinos et Scolopitus, chassés de leur pays, vinrent s'établir en Cappadoce, près du fleuve Thermodon, dans les plaines de Thémiscyre. Par la suite, ils pillèrent les peuples voisins, avant que ceux-ci ne se liguèrent contre eux. Leurs femmes, veuves et bannies, prirent les armes afin de les repousser. Elles renoncèrent alors au mariage, le considérant comme une servitude. Fait unique dans l'Histoire, elles formèrent un empire indépendant des hommes qu'elles méprisaient, égorgeant ceux qui restaient avec elles, y compris leurs fils. Pour ne pas s'éteindre, elles s'unirent aux nations voisines. Elles n'épargnaient que leurs filles, qu'elles éduquaient au maniement des armes, l'équitation et la chasse. Par commodité, celles-ci se faisaient brûler leur sein droit dès l'enfance. Divisée en deux, la nation amazone était alors dirigée par deux reines, Marpésia et Lampédo, dirigeant chacune une troupe ; pendant que l'une guerroyait à l'extérieur, l'autre restait pour défendre le pays. Elles s'affirmaient filles de Mars (dieu de la guerre dans la mythologie romaine) afin d'ajouter de l'éclat à leurs succès. Une fois qu'elles conquirent une grande partie l'Europe, elles soumirent d'autres états d'Asie et fondirent des villes telles qu'Éphèse (actuelle Turquie). Puis, elles renvoyèrent en Europe la moitié de leur armée, chargée de butin. Celles restées pour défendre l'empire d'Asie succombèrent face aux attaques des Barbares réunis, Marpésia mourant avec elles. Sa fille Orithye lui succéda. Grâce à ses talents militaires et son honneur d'une vertu toujours conservée sans tache, elle réalisa des exploits couvrant de gloire son peuple.
Puis Eurysthée ordonna à son frère Héraclès de rapporter les armes leur reine, qu'il considérait comme invincible. Le demi-dieu, conduisant sur neuf vaisseaux l'élite des guerriers de la Grèce, débarqua à l'improviste. Orithye et sa sœur Antiope étaient alors toutes deux reines. Mais la première combattait en-dehors et il ne restait que la seconde. Bien qu'ayant alors une escorte peu nombreuse, elle ne craignait aucune attaque. Cependant, l'attaque des Grecs fut une surprise et réussit facilement, seules quelques guerrières ayant eu le temps de s'équiper. La plupart des Amazones furent tuées ou capturées. Parmi les captives figurèrent deux sœurs des reines. L'une, Hippolyte épousa Thésée et eu avec lui un fils, Hippolyte. L'autre, Mélanippe, fut rendue par Héraclès à sa sœur, qui récupéra l'armure en rançon et la ramena à son commanditaire. Voulant venger cet outrage, Orithye excita ses compagnes contre Thésée. Elle demanda alors de l'aide au roi de Scythie Sagillus, lui rappelant que les Amazones sont filles des Scythes et que, privées de leurs maris, elles ont été forcées de prendre les armes pour défendre leur cause, prouvant que les femmes valent les hommes chez les Scythes. Touché, le roi envoya son fils Panasagore, accompagné d'une cavalerie nombreuse. Mais une dispute éclata entre les deux peuples avant le combat et les Scythes abandonnèrent les Amazones, qui furent battues par les Athéniens. Toutefois, elles purent se réfugier dans le camp des Scythes et, protégées par eux, traversèrent l'Asie pour rentrer chez elles. La reine suivante fut Penthésilée, qui s'illustra contre les Grecs au cours du siège de Troie. Elle mourut toutefois avec son armée. Par la suite, le reste de l'empire amazone résistèrent difficilement contre les attaques de leurs voisins, jusqu'à l'époque d'Alexandre le grand.

### Histoires contre les païensde Paul Orose
Paul Orose, prêtre et apologiste du Ve siècle originaire de la Gallécie, mentionne les Amazones dans plusieurs livres de son Histoires contre les païens.
Dans le premier, il décrit le territoire entre le Tanaïs, le Caucase et la mer Caspienne, où l'on compte trente-quatre tribus. La région la plus proche est généralement appelée Albanie (du Caucase), tandis que le territoire plus éloigné, proche de la mer et des montagnes Caspiennes, est appelé le pays des Amazones. Il raconte plus loin que chez les Scythes, deux jeunes hommes de la famille royale, Plynos et Scolopetius, furent chassés de chez eux par une faction de la noblesse. Ils emmenèrent avec eux un important groupe de jeunes hommes et fondèrent une colonie sur la côte de la Cappadoce pontique, près du Thermodon et des plaines de Thémiscyrie. De là, ils pillèrent longtemps les terres environnantes, jusqu'à ce que leurs voisins s'unirent, les guettèrent dans une embuscade et les massacrèrent. Violemment agitées par leur propre exil et la perte de leurs maris, leurs épouses prirent les armes et tuèrent les hommes survivants afin qu'elles soient toutes unies par le sort commun du veuvage dans un même but. Furieuses contre l'ennemi, elles exterminèrent alors leurs voisines et, au prix de leur propre sang, assassinèrent leurs maris morts. Plus tard, elles obtinrent la paix par la force des armes et contractèrent un mariage avec des étrangers. Elles tuèrent leurs fils dès leur naissance, mais élevèrent leurs filles avec soin. Elles brûlèrent le sein droit de ces dernières afin qu'elles puissent décocher des flèches sans encombre. C'est pourquoi ces femmes furent appelées Amazones. Les deux reines de ces Amazones, Marpésia et Lampédo, divisèrent l'armée en deux parties et tirèrent au sort qui mènerait la guerre et qui garderait la patrie. Elles eurent soumis la majeure partie de l'Europe et quelques villes d'Asie, puis fondèrent des villes telles qu'Éphèse. Chargé d'un riche butin, le gros de leur armée fut rappelé chez elle. Le reste, demeure auprès de la reine Marpesia pour protéger leur empire en Asie, fut mis en pièces lors d'une bataille contre l'ennemi. Sa fille Sinope prit sa place. Couronnement de sa réputation de courage incomparable : elle resta vierge toute sa vie. L'admiration et la crainte que sa renommée suscitait parmi les peuples déjà alarmés étaient si grandes que même Hercule, lorsque son maître lui ordonna d'apporter les armes de la reine, certain d'affronter un péril inévitable, rassembla l'élite de la jeunesse noble de toute la Grèce et prépara neuf vaisseaux de guerre. Après avoir évalué ses forces, il n'était toujours pas satisfait et préféra attaquer les reines à l'improviste et les encercler alors qu'elles ne soupçonnaient aucune attaque.
Dans le troisième livre, il présente brièvement la légende liée à Alexandre le Grand, développée plus bas dans cet article. Il dit simplement qu'après la mort de Darius, il soumit les Hyrcanes et les Mardi. Tandis qu'il se trouvait dans leurs terres, toujours aussi avide de guerre, l'audacieuse Amazone Thalestris, ou Minothée, accompagnée de trois cents femmes, vint à sa rencontre, désireuse d'avoir une descendance de lui.

### Ethniquesd'Étienne de Byzance
Étienne de Byzance, géographe byzantin du VIe siècle, consacre aux Amazones une entrée de ses Ethniques. Il les présente comme un peuple composé de femmes sur le Thermodon. Éphore de Cumes dit qu'elles sont maintenant appelés sauromatides. On dit qu'elles sont supérieures aux hommes en termes de force mentale et physique. Le climat de la région en est donné comme cause. Le corps des femmes qui y grandissent est généralement plus forts et plus grands que ceux des hommes. Étienne de Byzance considère comme naturel que ce qui peut arriver à tous les hommes : il trouve donc cette cause absurde. Plus crédible à ses yeux, cependant, est la raison donnée par les voisins des Amazones. Lorsque les Sauromates avaient depuis longtemps entrepris une campagne militaire contre l'Europe et que tous les hommes avaient péri, les femmes avaient été laissées à elles-mêmes. Et lorsque les jeunes hommes eurent grandi, ils se révoltèrent contre les femmes. Cependant, lorsqu'elles eurent pris le dessus, ils s'enfuirent dans une zone densément boisée et y moururent. Craignant des représailles de la part de la nouvelle génération d'hommes, les femmes décidèrent de briser les jambes des garçons et de les estropier tous. Les Amazones étaient aussi appelées Sauropatides (marcheurs de lézards), car elles piétinaient les lézards et puis les mangeaient. Ou on les appelle Sauromatides, parce qu'elles vivaient dans la Scythie sauromatique. Il y a aussi Amazonia, une ville de Messapie. De plus Amazon est également utilisé au masculin. On utilise aussi le neutre Amazonion, avec « ı » dans l'avant-dernière syllabe, ainsi que la forme Amazonides.
Il décrit aussi plusieurs villes portant le nom d'Amazoneion. C'est celui du lieu de l'Attique où Thésée remporta la victoire sur les Amazones. C'était aussi le nom de la ville Cymé, dans laquelle vivaient les Amazones. Cependant, Hécatée de Milet écrit le nom du lieu avec « ı » (c'est-à-dire Amazonion. Il existe également un autre  avec le Amazonikon en Béotie. Il y a aussi en Bithynie un lieu appelé Mazaion, comme Arrien l'indique dans le Birhyniaka. Mazaion est né à la suite d'une distorsion phonétique. Le groupe ethnique est celui des Mazéens, formé comme les Médéens et les Dorylans.

### Etymologiaed'Isidore de Séville
Isidore de Séville parle des Amazones dans plusieurs livres de son Etymologiae (625). Dans le livre VIII (L'Église et les sectes), il présente plusieurs dieux romains, tels que Mars, celui de la guerre. Il en profite pour dire qu'il existe trois pratiques habituelles de la guerre : celle des Scythes, où hommes et femmes vont au combat ; celle des Amazones, où seules les femmes y vont ; et celle des Romains et des autres peuples, où les hommes seulement y vont. Dans le IX (Langues, nations, royaumes, armée, citoyens, parents), il décrit les Scythes (d'où sont issus les Massagètes), dont les femmes fondèrent les royaumes des Amazones. Il fournit trois hypothèses pour expliquer l'étymologie de leur nom. Soit elles sont nommées ainsiparce qu'elles vivaient ensemble « sans hommes » (en grec ancien « ἅμα ζῶν », « Ama Zon »). Soit leur nom vient du fait qu'elles se brûlaient le sein droit, pour ne pas être gênées par le tir des flèches (« ἄνευ μαζῶν », « Aneu Mazon ») ; Titianus les appelle d'ailleurs Unimammas. Soit il vient de « ἄνευ μαζοῦ, « Aneu Mazou », c'est-à-dire « sans mère ». Elles n'existent plus, parce qu'elles ont été détruits en partie par Hercule, par Achille ou Alexandre. Elles vivaient près des Albans, peuple de la Scythie asiatique qui se croit descendant de Jason. Ils naissent avec des cheveux blancs à cause des neiges fréquentes cette couleur a donné le nom à la nation. Dans le XVIII (Science militaire et jeux), il présente le buccin, instrument de musique à vent d'usage militaire. Il conclut sur le fait que, chez les Amazones, l'armée n'était pas appelée par le buccins, mais par le sistre de la reine, ce qu'il évoquait déjà dans le livre III (Arithmétique, géométrie, musique et astronomie).

### Analyse
Le Scoliaste de Pindare (Néméennes, III, v. 64) rapporte des vers de l'Atthis d'Hégésinoos. Il y est dit que Télamon tua Mélanippé, sœur de la reine des Amazones, qui portait le baudrier d'or. D'après Paul Decharme, Hippolyté serait la même que Mélanippé : « Leur reine [des Amazones], Hippolyté ou Mélanippé, possédait comme insigne de sa royauté une ceinture qui lui avait été donnée par Arès ».
Margarethe Billerbeck (de), dans son analyse des Ethniques d'Étienne de Byzance, constate que le texte transmis n’est pas clair. Il veut probablement dire que les femmes, après que tous les hommes aient péri pendant la guerre, se sont gérées elles-mêmes et ont pris le pouvoir. Toutefois, lorsque leurs fils aînés sont devenus des hommes, ils ont exigé des femmes la position privilégiée à laquelle elles avaient droit. Ne les recevant pas, ils commencèrent à se révolter contre elles. L'entreprise échoua, les femmes réussirent à l'emporter sur leurs fils, qui s'enfuirent et périrent dans l'opération. Elles introduisirent alors la règle de mutiler tous les descendants mâles par peur des fils cadets restants. Il est possible que le proverbe « ἄριστα χωλὸς οἰφεῖ » (en français « L’homme boiteux est le meilleur amant. ») cité par Diogénien, bien attesté ailleurs, manque ici. Une ville appelée Amazonie en Messapie est inconnue. Abraham van Berkel suppose que ce lieu est identique à l'Amazoneion mentionné précédemment en Béotie, puisque Messapia était l'un des premiers noms de la cette région. Mais Apparemment, rien d'autre n'est connu sur un Amazonicon béotien ou sur Mazaion.

## Le travail d'Héraclès et le mariage de Thésée

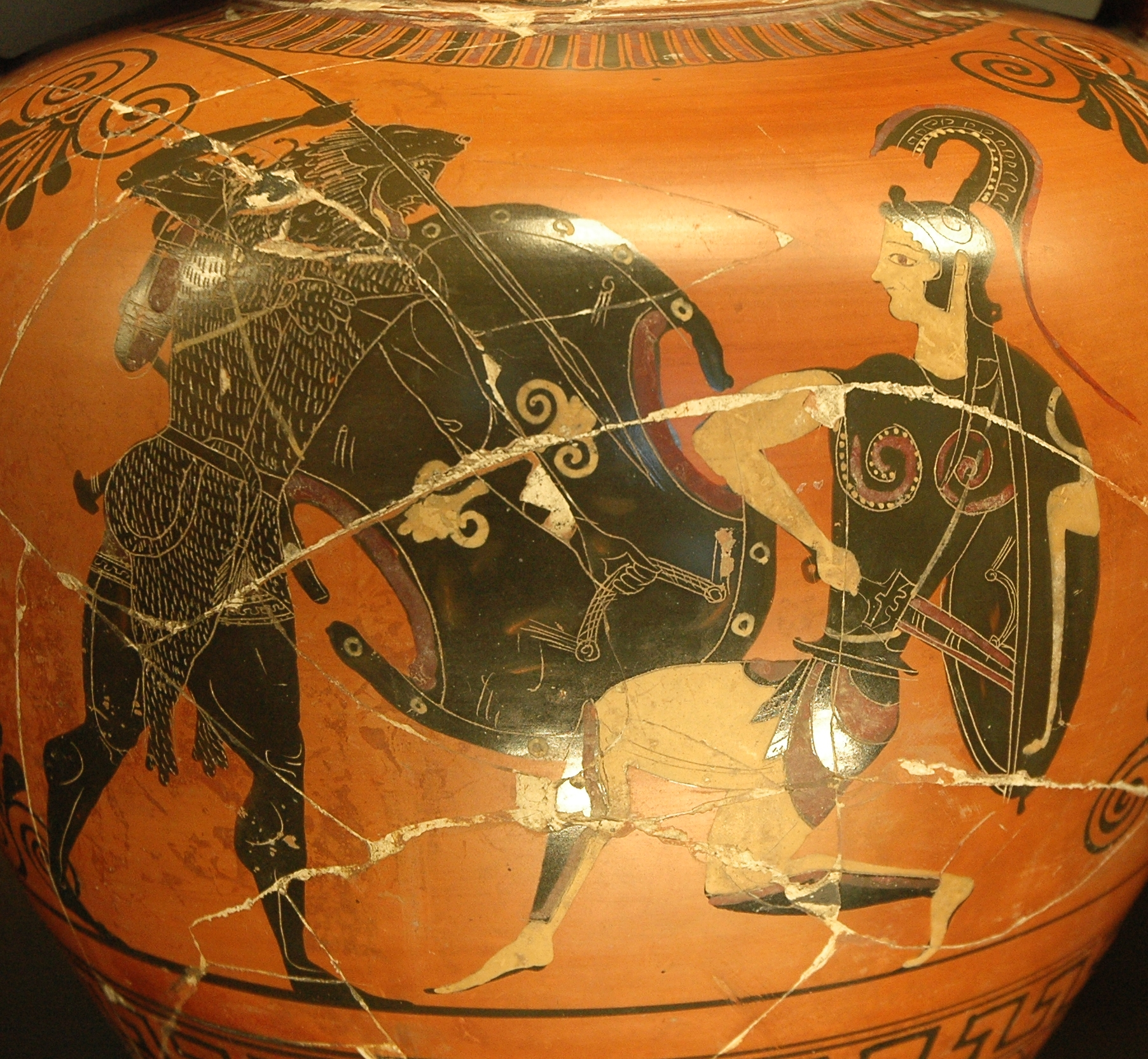
Héraclès combattant les Amazones, détail d'une amphore attique à figures noires, vers 530-520 av. J.-C., musée du Louvre.

Un des douze travaux qu'Héraclès se voit ordonné de réaliser par Eurysthée est de lui ramener la ceinture d'Hippolyte, reine des Amazones. L'histoire est racontée par plusieurs sources :

### La Folie d'Héraclèsd'Euripide
Euripide, dans sa tragédie La Folie d'Héraclès (écrite vers 416 av. J.-C.) mentionne brièvement le travail d'Héraclès : « Contre l'escadron belliqueux des Amazones, près de la Maeotide où se jettent tant de fleuves, il marcha, traversant les flots soulevés de l'Euxin. Quelle troupe ne forma-t-il pas de ses amis venus de Grèce, pour conquérir, d'entre les voiles de la fille d'Arès, le pharos brodé d'or, baudrier funeste ! La Grèce reçut les fameuses dépouilles de la fille barbare. On les garde à Mycènes ».

### Bibliothèque historiquede Diodore de Sicile
Diodore de Sicile l'évoque dans plusieurs livres de la Bibliothèque historique (rédigée au Ier siècle av. J.-C.). Dans le deuxième, il raconte l'histoire des Amazones d'Asie mineure. Il explique qu'au fil du temps, le bruit de leur valeur s'étant répandu par toute la terre, Eurysthée ordonna à Héraclès le travail de lui apporter la ceinture de la reine amazone Hippolyte. Pour l'exécuter, il gagna une grande bataille dans laquelle il détruisit l'armée des Amazones, prit la reine vivante, lui enleva sa ceinture et porta un coup mortel à cette nation. Dans le quatrième, il narre plus en détail ce neuvième travail. Il traversa la mer à laquelle il donna le nom de Pont-Euxin, puis arriva à l'embouchure du Thermodon. Là, il déclara la guerre aux Amazones et vint camper près de la ville Thémiscyre où résidait leur reine. Il leur demanda d'abord la ceinture et, après avoir essuyé un refus, il leur livra bataille. Celles d'un rang inférieur s'opposèrent aux soldats grecs et les plus braves combattirent le demi-dieu lui-même. La première qui l'attaqua fut Aella (« la tempête »), ainsi nommée à cause de sa légèreté à la course, mais elle trouva un ennemi encore plus léger qu'elle. La seconde fut Philippis, qui tomba d'une blessure mortelle, tout comme Prothoë, qui avait vaincu dans sept combats singuliers. Ce fut aussi le cas d'Eriboea, renommée pour sa bravoure, se vantait de n'avoir besoin d'aucun secours. Céléno, Eurybie et Phoebé, compagnes d'Artémis chasseresse, et habiles à tirer de l'arc, manquèrent leur seul but et furent toutes massacrées. Héraclès tua ensuite Déjanire, Astéria, Marpé, Tecmesse et Alcippe. Cette dernière, ayant juré de demeurer vierge, respecta son serment, mais ne sauva pas sa vie. Mélanippe, qui commandait la troupe des Amazones et admirée pour sa bravoure, perdit son commandement. Héraclès tua ainsi nombre d'Amazones et força les autres à s'enfuir. Enfin, il extermina entièrement cette nation.
Parmi les captives de cette guerre, Héraclès choisit Antiope pour en faire présent à Thésée. Mélanippe se racheta en donnant à Héraclès la ceinture demandée. Par la suite, pendant qu'Héraclès était occupé à son douzième travail, le reste des Amazones se rassembla sur le Thermodon. Elles voulurent se venger sur les Grecs de la défaite infligée par Héraclès. Elles en voulaient surtout aux Athéniens, parce que leur reine Antiope, que quelques écrivains nomment Hippolyte, était retenue en esclavage par Thésée. Après s'être alliées avec les Scythes, elles mirent sur pied une armée considérable. Sous la conduite des Amazones, les troupes traversèrent le Bosphore Cimmérien, parcoururent la Thrace, pénétrèrent enfin dans l'Attique et vinrent camper dans ce qui s'appellera le Champ des Amazones. Informé, Thésée alla à leur rencontre avec ses troupes. Il était accompagné d'Antiope, dont il avait un fils, Hippolyte. Une bataille eût lieu. Les Athéniens taillèrent en pièces une partie de leurs ennemies, et expulsèrent le reste hors de l'Attique. Antiope, combattant elle-même du côté de Thésée, termina sa vie d'une manière héroïque. Les Amazones qui échappèrent au carnage, désespérant de regagner leur patrie, retournèrent dans la Scythie, où elles s'établirent avec les Scythes.

### Vie de Théséede Plutarque

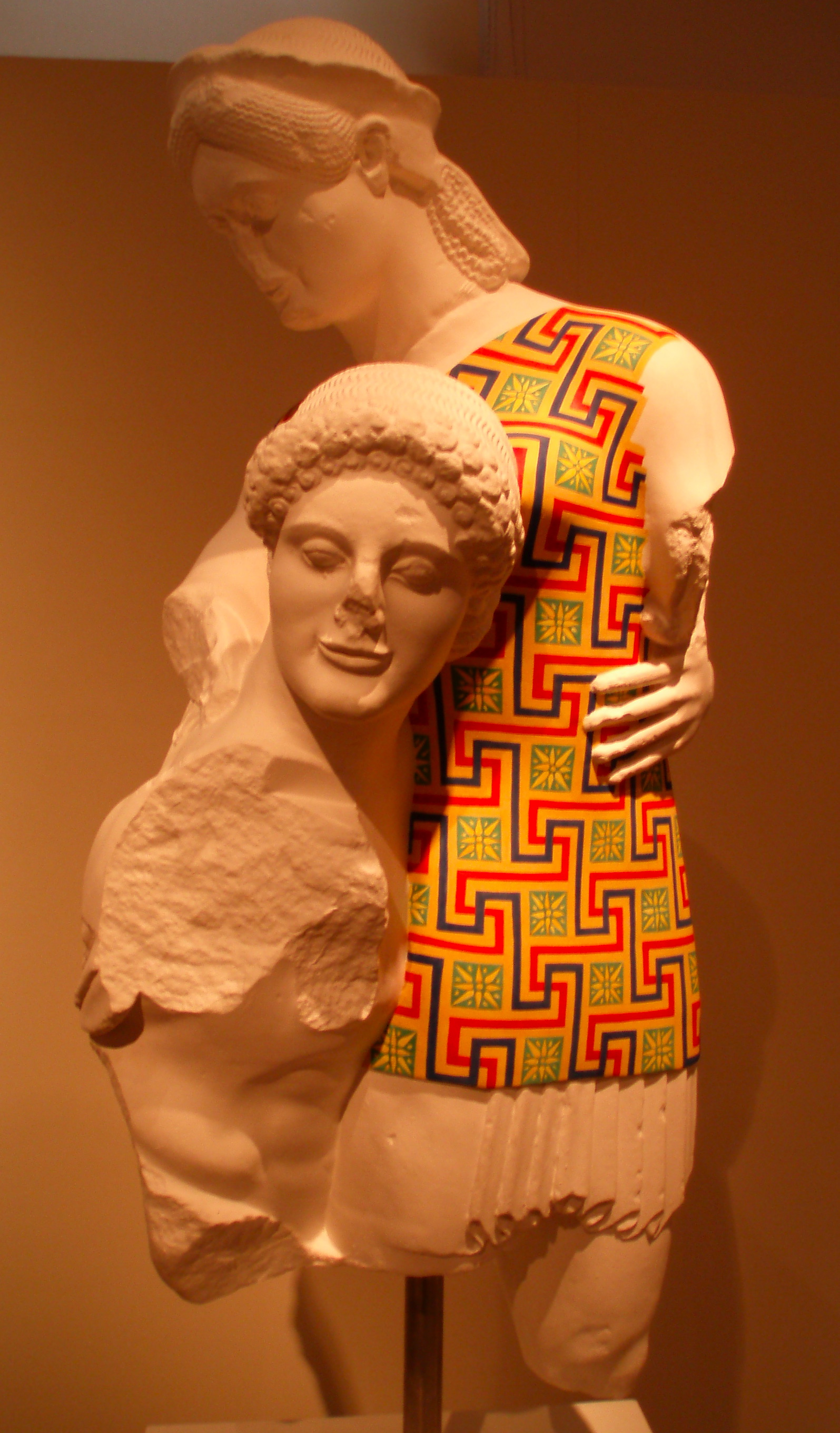
L'enlèvement d'Antiope par Thésée, reconstitution polychrome d'un groupe du fronton ouest du temple d'Apollon à Érétrie, original conservé au musée archéologique d'Érétrie.

Dans la Vie de Thésée (écrite entre 100 et 120) Plutarque évoque une tradition qu'il attribue à l'atthidographe Philochore : Thésée, après avoir mené à bien le synœcisme d'Athènes, s'est joint à l'expédition d'Héraclès. Il reçoit Antiope comme part du butin. Cependant, il estime que d'après la plupart des écrivains, notamment Phérécyde, Hellanicos et Hérodore, Thésée part seul avec sa propre flotte après le passage d'Hercule et capture lui-même Antiope. Il estime cette seconde version plus vraisemblable car, selon la tradition, il est le seul de son expédition à avoir pris captive une Amazone. Bion de Soles affirme même qu’il l’enleva par surprise. D'après lui, les Amazones, naturellement amies des hommes, ne s’enfuirent pas lorsque Thésée arriva et lui envoyèrent même les présents d’hospitalité. Il proposa celle qui les lui avait apportés à entrer dans son vaisseau, et il partit aussitôt. Les Amazones répliquent en envahissant l'Attique. Selon Hellanicos, les Amazones envahissent l'Attique après avoir passé le Bosphore Cimmérien pris par les glaces, hypothèse que Plutarque juge difficilement crédible. Les Amazones campèrent presque au milieu d’Athènes, ce que prouvent plusieurs toponymes de la ville et les tombeaux de ceux qui périrent dans le combat. Ces sépultures se trouvent sur la place qui mène à la porte Piréique, près du temple du héros Chalcodon. Chaque camp hésita avant de commencer les combats ; Thésée ayant, sur un oracle, sacrifié à Phobos, commença l’attaque.
Ledit conflit eut lieu devant Athènes, au mois de Boédromion, d'où résulte la fête des Boédromies. Clidémus (en) la raconte en détail. Il écrit que l’aile gauche des Amazones s’étendait jusqu’au lieu appelé depuis Amazóneion (ou Amazonium) et que l’aile droite s’allongeait vers le Pnyx jusqu’à Chyrsa. L’aile gauche fut chargée la première par leurs ennemis, du côté du Mouseîon. Les Athéniens furent repoussés jusqu’au temple des Érinyes (près de Colonus (en)) et reculèrent devant les Amazones. Mais leur aile gauche, qui occupait le Palladium, l’Ardittou et le Lycée, chassa jusque dans son camp l’aile droite de l’armée ennemie, qu'elle massacra. Enfin, au quatrième mois, les deux partis conclurent un traité, par l’entremise d’Hippolyte, nom que Clidémus donne à l’Amazone qui vivait avec Thésée, au lieu d'Antiope. Cependant, d’autres auteurs disent qu’elle fut tuée d’un coup de javelot, en combattant à côté de Thésée, par l'Amazone Molpadia et que c’est sur son corps que fut dressée la colonne du temple de la Terre-Olympique. Plutarque estime que ces incertitudes n'ont rien d'étonnant avec des évènements.
Ainsi, une autre histoire raconte que les Amazones blessées furent secrètement envoyées à Chalcis, par Antiope. Certaines furent guéries et celles qui moururent de leurs blessures y furent enterrées, dans l'Amazóneion. La guerre finit donc par un traité, comme le prouve le nom d’Horcomosion (ce qui signifie prestation du serment ou jurement d’alliance), que porte un endroit voisin du temple de Thésée. Le prouve aussi l’antique sacrifice fait tous les ans aux Amazones, avant les fêtes Théséennes. Les Mégariens ont aussi chez eux un tombeau d’Amazones, sur le chemin qui va de la place publique au Rhoüs, édifice en forme de losange. On dit encore qu’il en mourut plusieurs à Chéronée et qu’elles furent ensevelies sur les bords du petit ruisseau qui jadis s’appelait Thermodon, nommé depuis Hémon, ce dont Plutarque parle dans la Vie de Démosthène. Ce fut en luttant que les Amazones traversèrent la Thessalie car il existe plusieurs de leurs tombeaux, près de Scotussa en Magnésie et des rochers cynocéphales. L’auteur de la Théséide écrivit qu’Antiope provoqua l’attaque des Amazones contre Thésée, pour se venger de ce que son mari allait épouser Phèdre, et qu’elles furent exterminées par Héraclès. Mais Plutarque pense que ce récit a trop évidemment l’air d’une fable inventée à plaisir. Selon lui, Thésée n’épousa Phèdre qu’après la mort d’Antiope, dont il avait un fils nommé Hippolyte, ou, selon Pindare, Démophon.

### Bibliothèquedu Pseudo-Apollodore
Pseudo-Apollodore narre cet épisode dans plusieurs passages de sa Bibliothèque (composée aux alentours du IIe siècle). Dans le chapitre 3 du deuxième livre, il raconte que le travail consista à rapporter à Eurysthée le baudrier d'Hippolyte, réclamé par sa fille Admète. Sa propriétaire était la reine des Amazones, qui habitaient les bords du Thermodon et formaient un peuple vaillant et belliqueux. Elles s'exerçaient à la guerre. De leurs enfants, elles n'élevaient que les filles, dont elles comprimaient leur sein droit pour qu'elles ne fussent pas gênées en lançant leurs dards (ancienne arme de trait garnie par le bout d’une pointe de fer, lancée avec la main), leur laissaient la gauche pour allaiter leurs enfants. Elle avait reçu le baudrier d'Arès, qui servait parmi son peuple de marque de commandement. Héraclès, ayant rassemblé quelques hommes, s'embarqua sur un vaisseau. Lorsqu'il arriva dans le port de Thémiscyre, Hippolyte vint au-devant de lui. Ayant appris quel était le sujet de son voyage, elle lui promit son baudrier. Mais Héra ayant pris la figure d'une Amazone, souleva les autres, en leur prétendant que ces étrangers enlevaient leur reine. Elles coururent sur-le-champ au vaisseau, à cheval et avec leurs armes. Héraclès croyant à une trahison, tua Hippolyte et prit son baudrier. Ayant ensuite livré combat au reste des Amazones, il se rembarqua et s'en alla. L'épitomé de l'ouvrage nous apprend que Thésée, qui faisait partie de l'expédition, enleva Antiope (ou, comme certains disent, Melanippe, ou encore Glauce, mais Simonide l'appelle Hippolyte). Puis, les Amazones marchèrent contre Athènes, et, ayant pris position autour de l'Aréopage, furent vaincues par les Athéniens de Thésée. Ce dernier, bien qu'il ait eu un fils Hippolyte avec l'Amazone, reçut ensuite de Deucalion en mariage sa sœur Phèdre, fille de Minos. Lors de la cérémonie, sa femme amazone apparut en armes avec d'autres Amazones et menaça de tuer les invités. Mais ils fermèrent les portes en toute hâte, l'interceptèrent et la tuèrent. Cependant, certains disent qu'elle fut tuée au combat par Thésée, ou encore, accidentellement par sa sœur Penthésilée. Quant à Phèdre, après avoir donné naissance à deux enfants, Acamas et Démophon, tomba amoureuse de son beau-fils Hippolyte et le pria de coucher avec elle. Il refusa, parce qu'il détestait toutes les femmes. Mais, craignant qu'il ne l'accusât auprès de son père, elle ouvrit les portes de sa chambre, déchira ses vêtements et l'accusa faussement d'agression. Son mari la crut et pria Poséidon pour qu'Hippolyte périsse. Ainsi, alors que celui-ci montait sur son char et roulait au bord de la mer, le dieu de la mer fit surgir un taureau des vagues. Les chevaux furent effrayés, le char se brisa en morceaux, et le conducteur, empêtré dans les rênes, fut traîné à mort. Mais lorsque sa passion fut rendue publique, Phèdre se pendit.

### Description de la Grècede Pausanias le Périégète

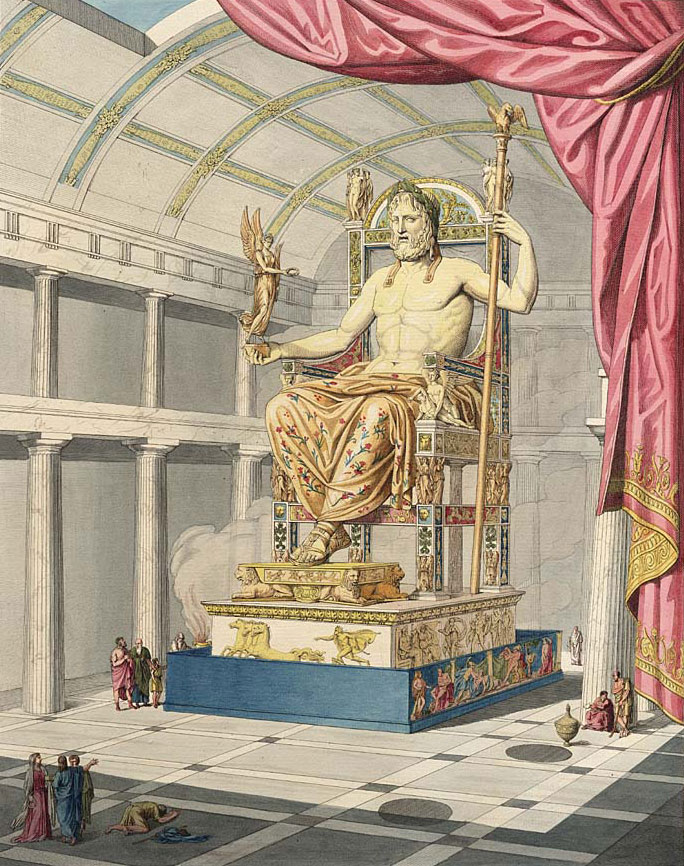
Gravure tirée de Le Jupiter olympien ou l'art de la sculpture antique, par Quatremère de Quincy (1815).

Pausanias le Périégète, voyageur grec, écrit au IIe siècle une Description de la Grèce (ou Périégèse), qui narre son périple à travers le pays. Il y découvre beaucoup de représentations artistiques des Amazones, essentiellement leur combat contre Héraclès et Thésée, ainsi que des monuments qui leur sont liés. Par exemple, visitant Athènes, il en présente le tombeau de l'amazone Antiope. Selon Pindare, elle avait été enlevée par Thésée et Pirithoüs. Mais les vers d'Hègias de Trézène, dans Retours, disent qu'Héraclès ayant assiégé la ville de Themiscyre sur le Thermodon, ne put cependant pas parvenir à la prendre. Toutefois, elle lui fut livrée par Antiope, devenue amoureuse de Thésée. Les Athéniens, de leur côté, disent que les Amazones étant venues dans l'Attique. Antiope fut alors percée d'un coup de flèche par Molpadie, qui fut elle-même tuée par Thésée, dont le tombeau se trouve également à Athènes. Toujours à Athènes, sur le Pécile (portique peint), le mur du milieu figure le combat de Thésée et des Athéniens contre les Amazones. Selon le voyageur, ces femmes sont les seules que leurs défaites n'aient pas empêchées de se présenter avec intrépidité à de nouveaux périls. En effet, malgré la prise de Thémiscyre par Hercule, et la perte de l'armée qu'elles avaient envoyée ensuite contre Athènes, elles portèrent malgré tout Troyens contre les Athéniens eux-mêmes et les autres Grecs. De même, le temple de Thésée situé non loin expose des peintures, comme le combat des Athéniens contre les Amazones ; ce combat est encore gravé sur le bouclier d'Athéna, ainsi sur le piédestal de la statue de Zeus. Ce même combat est également représenté vers le mur du sud de l'acropole d'Athènes. Enfin, toujours sur le même site, avoisinant le monument héroïque de Pandion, se trouvait le tombeau d'Hippolyte, en forme de bouclier d'Amazone. Les Mégaréens affirment que les Amazones étaient venues attaquer les Athéniens pour se venger de l'enlèvement d'Antiope ; mais elles furent vaincues par Thésée et la plupart d'entre elles moururent dans le combat. Hippolyte, sœur d'Antiope et commandante de cette expédition, se réfugia avec un petit nombre de femmes à Mégare. Là, le chagrin du revers qu'elle venait d'éprouver et l'inquiétude de savoir comment elle retournerait à Thémiscyre, la jetèrent dans le découragement et la conduisirent à la mort.
Dans la région de Trézène (ville) se trouve un lieu, le Génethlium, où Thésée aurait vu le jour. Devant ce bourg se trouvait un temple d'Arès, Thésée ayant aussi défait les Amazones dans cet endroit. Elles faisaient sans doute partie de celles qui combattirent dans l'Attique Thésée et les Athéniens. À Pyrrhichus (en), en Laconie, se trouvent deux temples : celui d'Artémis surnommée Astratéa, car les Amazones s'arrêtèrent en ce lieu et ne poussèrent pas plus loin leur expédition, ainsi que celui d'Apollon Amazonius. Les statues de ces deux divinités sont en bois et auraient été érigées par les femmes qui habitaient les bords du Thermodon. Messène comptait une statue d'Artémis Laphria (en), érigée par Damophon. Les particuliers eux-mêmes l'honorent partout d'un culte spécial : cela viendrait de la célébrité des Amazones, censées avoir érigé ladite statue, ainsi que de la haute antiquité de son temple. Olympie montrent la plupart des exploits d'Héraclès ; les portes de l'opisthodome le montrent notamment enlevant le bouclier de l'Amazone. Dans la même ville, sur la statue chryséléphantine de Zeus (une des Sept Merveilles du monde), les pieds du trône sont réunis par quatre traverses. Certaines d'entre elles montrent le bataillon qui combattit avec Héraclès contre les Amazones. Le nombre total de figures est de vingt-neuf. Thésée se distingue des autres compagnons du demi-dieu. Le marchepied sous les pieds de Zeus, nommé Thranion par les Athéniens, est orné de sculptures représentant des lions en or, ainsi que le combat de Thésée contre les Amazones, première action d'éclat des Athéniens contre des troupes étrangères. Dans l'Altis, près d'une statue de Zeus érigée par les Achéens, se trouve une autre, montrant Héraclès combattant pour le baudrier, contre une Amazone à cheval. Œuvre d'Aristoclès Cydoniate (en), elle a été dédiée par Évagoras de Zancle. Parlant du culte d'Artémis à Éphèse, Pausanias estime que Pindare n'a pas bien connu tout ce qui la concerne, puisqu'il dit que les Amazones élevèrent son temple (une autre Merveille du monde) lorsqu'elles firent leur expédition contre Thésée et les Athéniens. Il pense plutôt qu'elles offrirent des sacrifices à Artémis d'Éphèse, dont elles connaissaient le temple depuis longtemps, s'y étant réfugiées après avoir été vaincues par Héraclès, et plus anciennement encore, lorsqu'elles l'avaient été par Dionysos, mais il n'avait pas été construit par elles. Crésus et Ephésus qui était, à ce qu'on dit, fils du fleuve Caÿstre, sont ceux qui l'ont bâti et c'est d'Ephésus que la ville a pris son nom. Quand les Ioniens y vinrent, le pays était habité par des Lélèges, qui faisaient partie du peuple Carien, ainsi que par des Lydiens qui étaient les plus nombreux. Il y avait aussi, près du temple, quelques gens qui y demeuraient à titre de suppliants et des femmes de la race des Amazones.

### Histoire de Romed'Ammien Marcellin
Ammien Marcellin mentionne les Amazones dans plusieurs passages de sa Res gestae (ou Histoire de Rome), rédigée entre 391 et 394 environ. Dans le livre XXII, décrivant la Turquie, il présente le Thermodon, qui descend du mont Armonius et coule entre les bois de Thémiscire. C'est là où autrefois les Amazones vinrent chercher un refuge. Après avoir vaincu par leurs continuelles et sanglantes incursions tous les territoires les avoisinant, elles aspiraient encore à frapper de plus grands coups. Confiantes dans leurs forces et entraînées par une ardeur de conquête, elles passèrent sur le corps d'une multitude de peuples, allant jusqu'à chercher dans les Athéniens de plus redoutables adversaires. Après une lutte fut opiniâtre, leur armée plia, par la déroute de la cavalerie, qui garnissait les ailes et toutes les Amazones furent vaincues. Apprenant ce désastre, celles qui étaient restées dans leurs foyers, moins propres à porter les armes, se voyaient réduites à l'extrémité. Redoutant les représailles de voisins autrefois soumis, elles se retirèrent sur les bords plus tranquilles du Thermodon. Elles s'y développèrent, et plus tard, redevirent la terreur de toutes les nations étrangères. Mais à peu de distance sont les tombes de trois héros. Sthénélus, compagnon d'Hercule, fut blessé mortellement en combattant avec lui les Amazones. Idmon fut devin des Argonautes et Tiphys leur habile pilote. L'auteur poursuit en localisant différents peuples, tels que les Cimmériens, habitants du Bosphore. Là se trouvent plusieurs villes milésiennes et Panticapée leur métropole, arrosée par l'Hypanis, alors grossi de nombreux affluents. Au-delà, mais à de grandes distances, des tribus d'Amazones habitent les deux rives du Tanaïs et s'étendent jusqu'à la mer Caspienne. Le livre XXXI les mentionne très brièvement, présentant les Alains orientaux comme étant leurs voisins.

### Analyse
Ce mythe fixé à Athènes au Ve siècle av. J.-C., qui fait des Amazones de simples femmes domestiquées (Thésée rétablit la « juste » frontière des sexes, les Amazones étant renvoyées dans leur rôle domestique), ne doit pas faire oublier qu'il existe d'autres versions du mythe des Amazones. Ce sont des figures héroïques positives dans l’Iliade, où elles sont mentionnées sous le terme d’Antianeirai, ou encore les fondatrices ou protectrices de cités, dans lesquelles on leur rend des cultes funéraires.

## Les Argonautes

### Argonautiquesd'Apollonios de Rhodes (et ses scholies)
Apollonios de Rhodes narre dans les Argonautiques (IIIe siècle av. J.-C.) l'expédition des Argonautes, menés par Jason, dans leur quête de la Toison d'or jusqu'en Colchide (en actuelle Géorgie). Les Amazones y sont mentionnées dans le chant II. Le poète décrit l'embouchure du Thermodon, qui se déverse doucement dans un golfe, à l'abri du cap Thémiscyréios, après que le fleuve a parcouru une vaste étendue de pays. Là est trouve la plaine de Doias, entourée des trois villes des Amazones. Ensuite se trouvent les Chalybes, les Tibareniens (en), puis les Mossynoiciens et ensuite, une île solitaire au sol nu. Elle est peuplée d'oiseaux très importuns qui la fréquentent en grand nombre. On y trouve un temple de pierre élevé à Arès pendant une expédition par les reines des Amazones, Otréré et Antiopé. Au-delà sont d'autres peuples : les Philyres, puis les Macrônes...
Toujours dans le chant II, les aventuriers découvrent, près des embouchures du fleuve Callichoros (en), la sépulture de l'Actoride Sthénélos. Celui-ci, au retour de la guerre contre les Amazones qu'il mena avec Héraclès, fut blessé d'une flèche et mourut en cet endroit sur le rivage de la mer. Ayant supplié Perséphone, reine des Enfers, de quitter le monde des morts pour voir quelques instants des hommes dans l'intimité desquels il avait vécu, il put leur apparaître momentanément. Juché sur le couronnement de son tombeau, il contemplait le navire. Il était tel qu'on le voyait autrefois, quand il partait en guerre. Son casque brillant était orné de quatre cimiers et une aigrette de pourpre le rendait éclatant. Mais, il s'enfonça de nouveau dans les ténèbres profondes et les héros, qui l'avaient aperçu, furent saisis d'effroi. L'Ampycide Mopsos, devin, les poussa à aborder et à apaiser par des libations l'âme du mort. Ils se hâtèrent donc de débarquer, puis s'empressèrent autour du tombeau de Sthénélos. En son honneur, des libations furent répandues et des brebis, sacrifiées au mort, furent consumées sur l'autel. Dans un autre endroit, ils élevèrent un autel à Apollon, sauveur des vaisseaux, et firent brûler les cuisses des victimes. Orphée y consacra sa lyre, d'où le nom de Lyre reste encore à ce lieu.
Puis, après avoir dépassé l'Iris, ils doublèrent le même jour de loin le cap des Amazones, qui possède un port. C'est jusque-là que s'était avancée autrefois l'Arétiade Mélanippé et c'est là qu'Héraclès la prit dans une embuscade. Hippolyté lui donna, comme rançon de sa sœur, un baudrier éclatant de diverses couleurs. Alors, il la renvoya, exempte de tout dommage. Ils abordèrent dans la baie formée par le cap, auprès des embouchures du Thermodon, la mer étant excitée contre les navigateurs. Aucun fleuve ne lui est comparable, aucun ne lance sur la terre autant de cours d'eau divers sortant tous de lui-même. A en faire le compte précis, on voit qu'il n'en manque que quatre pour atteindre cent : et il n'y avait réellement qu'une seule source pour tous ces cours d'eau. Cette source descendrait vers la terre, sortie des monts élevés, appelés monts Amazoniens.
Si les héros avaient séjourné longtemps sur place, ils auraient dû engager le combat avec les Amazones, ce qui n'aurait pas été sans effusion de sang. Le poète raconte que celles qui habitaient la plaine Doiantienne n'étaient pas affables ni respectueuses du droit d'hospitalité. Au contraire, elles se plaisaient à l'injustice lamentable et aux travaux d'Arès. Elles étaient en effet de sa race et de la nymphe Harmonia qui, s'étant unie à lui dans les profondeurs du bois Acmonios, enfanta des filles amies de la guerre. Mais Zeus envoya de nouveau le souffle de l'Argestès. Le navire, poussé par le vent, quitta le rivage arrondi où s'armaient les Amazones Thémiscyréiennes. En effet, elles ne demeuraient pas réunies dans une seule ville, mais, divisées par tribus, habitant des parties distinctes du pays ; celles-là demeuraient à part, et elles avaient alors pour reine Hippolyté. À part aussi étaient les Lycastiennes, ainsi que les Chadésiennes, habiles à lancer les traits.
Enfin, arrivés au temple d'Arès, ils pour sacrifièrent des brebis. Ils s'empressèrent de se placer autour de l'autel, fait de petites pierres, qui s'élevait en dehors de ce temple sans toit. À l'intérieur avait été enfoncée une pierre sacrée, noire, à laquelle toutes les Amazones adressaient leurs prières. Mais ce n'était pas leur usage, quand elles revenaient du continent situé en face de l'île, de consumer sur cet autel des sacrifices de brebis ou de bœufs : elles sacrifiaient des chevaux qu'elles avaient nourris pendant une année.

### Argonautiquesde Caius Valerius Flaccus
Caius Valerius Flaccus, poète latin, raconta à son tour cette épopée dans ses Argonautiques (Ier siècle). Là aussi, Phinée prévient les Argonautes du danger des Amazones, ces filles de Mars habitant les bords du Thermodon. Il leur demande de bien se garder de les traiter comme un vil troupeau de femmes. Selon lui, elles ressemblent à Bellone (déesse de la Guerre romaine, identifiée avec Grecque Ényo) quand elle fait trembler les mortels, ou à Minerve quand elle est armée de la tête de Méduse. Lorsqu'elles se battent, ivres de combats, elles bondissent en se jouant sur leurs poudreux coursiers, tandis que la terre est ébranlée de leurs hurlements et que Mars, agitant sa lance, les appelle aux armes. Plus tard, ils découvrent sous leurs yeux le fleuve Halys, l'Iris qui s'égare dans de longs détours, et le Thermodon. Celui-ci , dont les eaux grondent encore au milieu de la mer où il aboutit, est consacré à Mars et est fleuve le plus riche en dépouilles. C'est à lui que la jeune Amazone offre des coursiers et des haches votives, quand, suivie du Massagète et du Mède, ornements de son triomphe, elle revient des combats par les Portes Caspiennes, vraie fille de la Guerre et du dieu qui se repaît de sang. Les Argonautes, suivant les conseils du devin, s'écartent de plus en plus de la rive.
Peu avant, les Argonautes avaient découvert, près de sa tombe, le fantôme de Sthénélos, qui obtint de quitter temporairement les Enfers pour contempler la troupe chérie des Argonautes. Il apparût aux héros du haut de l'éminence qui recouvre ses restes, ceint des armes avec lesquelles Hercule l'ensevelit et tel que le vit jadis l'intrépide Amazone. L'onde étincelle comme aux premiers jets du soleil levant ou comme la nue que déchire l'éclair. Mais bientôt le fantôme disparaît et rentre en gémissant dans les ombres éternelles. Mopsos observe alors avec effroi ce prodige, découvre un tombeau sur le rivage et, voilant sa tête, fait des libations à cette ombre. Orphée récite des vers qui ont le pouvoir d'apaiser les mânes et marie sa voix aux sons de la lyre harmonieuse, dont ces lieux gardent encore le nom.

### Analyse
Des scholies, ainsi que des notes fournies par Henri de La Ville de Mirmont, accompagnant le poème fournissent des informations supplémentaires pour comprendre le texte d'Apollonios de Rhodes. Plusieurs scholies font allusion à un certain Onasos, auteur des Amazoniques, qui raconte des épisodes des Argonautes avec des variantes.
Concernant le cap Thémiscyréios, il ne semble mentionné par aucun géographe grec ; Karl Müller, dans ses notes au Périple d'Arrien, suppose que ce cap est le même que le cap des Amazones, qui ne serait autre que le cap Héracléios (ou Héraclée) cité par Strabon. Pour ce qui est de la plaine de Doias, il n'en parle pas. Étienne de Byzance dit dans ses Ethniques, à l'entrée « Δοίαντος πεδίον » : « C'est une plaine de Phrygie ; on dit qu'Acmon (en) et Doias étaient frères. Ils ont donné leurs noms à la forêt Doiantienne et à la forêt Acmonienne ». D'après une scolie, « Acmon et Doias [qui ne sont pas cités dans la bibliothèque d'Apollodore] étaient deux frères. Aucune tradition, dit Phérécyde, n'enseigne quel était leur père. Non loin de la plaine de Doias, sont les trois villes des Amazones, Lycastia, Thémiscyra et Chadésia. Les Chalybes sont un peuple Scythe, voisin du Thermodon, nommé de Chalybs fils d'Arès ». Le Scoliaste donne les renseignements suivants sur les Amazones : « Éphore, dans son livre IX, dit que les Amazones, insultées par les hommes, ceux-ci étant partis pour une guerre, tuèrent ceux qui étaient restés dans le pays et ne reçurent plus ceux qui venaient de l'étranger. Denys, dans son livre II, dit qu'elles habitaient du côté de la Libye ; que, supérieures en force à leurs voisins, elles les mirent en fuite, vinrent en Europe, y fondèrent plusieurs villes et se soumirent le peuple Atlantique, le plus puissant de ceux de la Libye. Zénothémis dit qu'elles habitaient en Éthiopie, et qu'ayant passé sur le continent opposé, elles s'unirent aux hommes de ces pays ; si elles donnaient le jour à un enfant du sexe féminin, elles l'habituaient à leur genre de vie ; si c'était un mâle, elles le donnaient aux hommes ».
La ville qui prit le nom de Sinopé, du temps de l'expédition des Argonautes, n'était pas encore fondée. Strabon en parle longuement, comme colonie des Milésiens, mais il dit d'autre part qu'aux environs de Sinopé on voit de nombreuses traces des expéditions de Jason et de Phrixos. Cela ce qui prouve que, suivant les anciennes légendes, ces expéditions se sont arrêtées auprès de l'endroit où Sinopé devait être fondée. Selon une autre scholie : « Sinope, ville du Pont, fut nommée de Sinope, fille d'Asopos, qu'Apollon enleva et amena de Syrie aux bords du Pont ; s'étant uni à elle, il en eut Syros, de qui descendent les Syriens. Andron [d'Halicarnasse], dans son ouvrage sur le Pont, dit que le pays des Assyriens était nommé Leucosyri (en) par opposition à la Syrie de Phénicie. Andron de Téos dit qu'une des Amazones, s'étant réfugiée vers le Pont, épousa le roi de ces pays ; ayant coutume de boire beaucoup de vin, elle fut nommée Sanapé, nom qui, traduit en grec, signifie grande buveuse. Artémidore dit que certains appelaient les Assyriens, Leucosyriens. Dans les Orphiques, il est dit que Sinope est fille d'Arès et d'Aiginé ; suivant d'autres, d'Arès et de Parnasse (en) ; d'Asopos, suivant Eumélos et Aristote. Le poète dit qu'elle trompa le fleuve Halys, et Apollon et Zeus, leur ayant d'abord demandé d'obtenir d'eux ce qu'elle désirerait, et leur ayant dit ensuite qu'elle désirait garder sa virginité : ce qu'elle obtint, car ils étaient enchaînés par leur serment. Philostéphane dit, au contraire, qu'unie à Apollon elle enfanta celui qu'on appela Syros. Comme les ivrognes sont appelés sanapai dans le dialecte des Thraces, dialecte dont usent aussi les Amazones, la ville se nomma Sanapé et ensuite, par corruption, Sinope. L'Amazone ivrogne quitta la ville pour aller vers Lytidas, au dire d'Hécatée ».
Strabon localise le royaume des Amazones à Thémiscyra, dans les plaines du Thermodon. D'après le Scoliaste, c'est d'une place de la Leucosyrie qu'Apollonios tire leur nom de Lycastiennes. Hécatée de Milet les nomme Chadésiennes, de la ville de Chadésia (en). Le nom de Lycastia se trouve, diversement nommé, chez Pomponius Mela : « Sur les bords de l’Halys est Lycasto. » ; et chez Pline : « Dans l'intérieur se trouve aussi Céraunus, célèbre ; sur la côte, à partir de la ville d'Amisus, la ville et le fleuve de Chadisia; la ville de Lycastum, a partir de laquelle commence la contrée de Themiscyra. ». Scylax de Caryanda , dans le paragraphe 89 de son Périple, mentionne le fleuve Lycastos, qui est également cité dans le Périple des deux Ponts de Ménippe, en même temps qu'un fleuve et un bourg du nom de Chadisia (en).
Julius Stender constate le silence gardé sur les rapports des Argonautes avec les Amazones, après Apollonios, par Pseudo-Apollodore et par Hygin. Diodore de Sicile, dans le long récit qu'il fait de l'expédition des Argonautes, n'en dit rien non plus. Stender suppose qu'ApoIlonios est le premier qui a introduit les Amazones dans l'histoire des Argonautes. II se fonde sur la scolie au vers 990 « Harmonia, nymphe naïade, de laquelle et d'Arès sont nées les Amazones, au dire de Phérécyde que suit Apollonios. ». Apollonios suit-il Phérécyde pour tout l'épisode ? Ou simplement pour ce renseignement particulier sur la filiation des Amazones ? Il est probable que c'est seulement pour cette question généalogique,.
Suivant les traditions ordinaires, Harmonia est fille d'Arès et non une de ses femmes. Pseudo-Apollodore, dans sa Bibliothèque, raconte que Cadmos reçut de Zeus en mariage Harmonie, fille d'Arès et d'Aphrodite. Le père des Amazones est, suivant la plupart des mythographes, Arès. Leur mère est tantôt Otréré d'après Hygin, tantôt Aphrodite (Scolie Iliade, I, v. 189).

## Participation à la guerre de Troie

### Iliaded'Homère
Homère mentionne brièvement les Amazones dans l'Iliade. Dans le chant III, le roi de Troie Priam raconte à Hélène qu'il fut autrefois en Phrygie, contrée fertile en vignes. Il vit la foule des guerriers phrygiens, habiles à diriger les coursiers, et les peuples d’Otreus (en) et de Mygdon, qui campaient alors sur les rives du Sangarios. Il figurait parmi eux, comme allié, quand vinrent les Amazones courageuses. Mais ces peuples n'étaient pas encore aussi nombreux que tous ces Achéens aux terribles regards. Dans le chant VI, Bellérophon, après avoir tué la Chimère et attaqué les Solymes, affronte et vainc les Amazones.

### Éthiopided'Arctinos de Milet
Autre épopée du Cycle troyen, l'Éthiopide (attribuée à Arctinos de Milet et probablement été composée au VIIe siècle av. J.-C.) suit chronologiquement l’Iliade. Si elle est perdue, son résumé nous est connu grâce à Proclus, dans sa Chrestomathie. L’Amazone Penthésilée y est présentée comme une fille d’Arès et d’origine Thrace. Elle interivent pour lutter aux côtés des Troyens, puis combat comme les plus braves ; seulement, Achille la tue et les Troyens l’enterrent. Ensuite, le héros grec tue son allié Thersite, celui-ci l’ayant injurié et vilipendé concernant sa prétendue flamme pour Penthésilée.

### Énéidede Virgile
Virgile mentionne plusieurs fois les Amazones dans son épopée, l'Énéide. Dans le chant I, il décrit la guerre de Troie, où la terrible reine vierge Penthésilée mène les Amazones armées de boucliers en forme de croissant. Le sein nu, couvert d'un baudrier d’or, elle brille par son ardeur au milieu des combattants et ose affronter des guerriers. Dans le chant V, Énée promet trois prix aux participants d'une course à pied ; au second reviendra un carquois d’Amazone rempli de flèches de Thrace, avec le large baudrier d’or qui l’entoure, attaché par une agrafe arrondie en pierre éclatante. Enfin, le chant XI narre l'assaut des Latins contre les Troyens. Au milieu des combats bondit Camille, reine des Volsques, qui est comparée aux Amazones, le sein nu pour se battre et le carquois sur l’épaule. Elle attaque ses ennemis tantôt en leur envoyant une grêle de traits rapides, tantôt à coup de sa pesante hache à deux tranchants. Sur ses épaules retentissent l’arc d’or et les armes de Diane. Même poussée à la fuite, sa retraite reste redoutable pour l’ennemi, qu'elle harcèle de ses flèches. Elle est entourée par l’élite de ses compagnes, la vierge Larina, Tulla et Tarpeia qui brandit une hache d’airain. Ce sont des jeunes Italiennes que la divine Camille avait choisies pour l'accompagner pendant la paix comme lors de la guerre. Ainsi lorsque ces Amazones foulent les rives du Thermodon et guerroient avec leurs armes peintes, tantôt elles entourent Hippolyte, tantôt elles suivent, en poussant des hurlements confus, le char de la belliqueuse Penthésilée, et bondissent en agitant leurs boucliers en forme de croissant.

### Bibliothèquedu Pseudo-Apollodore
Le Pseudo-Apollodore raconte cet épisode dans plusieurs passages de la Bibliothèque. Dans le chapitre 3 du deuxième livre, il raconte les exploits de Bellérophon. Monté sur Pégase, cheval ailé né de Poséidon et de Méduse, il s'envola et tua la Chimère à coups de flèches. Puis, Iobatès l'envoya contre les Solymes qu'il défit. Il lui ordonna enfin de marcher contre les Amazones, qu'il vainquit. Dans l'épitomé de l'ouvrage, on apprend que Penthésilée, fille d'Otréré et Arès, tua accidentellement Hippolyte, puis fut purifiée par Priam. Au combat, elle tua beaucoup d'ennemis, dont Machaon. Mais elle fut ensuite elle-même tuée par Achille, qui tomba amoureux d'elle après sa mort ; il tua alors Thersite pour s'être moqué de lui.

### Éphéméride de la guerre de Troiede Dictys de Crète
L'Éphéméride de la guerre de Troie de Dictys de Crète est un des rares récits complets de la guerre de Troie qui nous soit parvenu. Il raconte que, peu de jours après les funérailles de Patrocle (compagnon d'Achille), Penthésilée arrive au secours de Priam : était-elle guidée par l'appât du gain ? ou par le désir d'acquérir de la gloire dans les combats ? Quoi qu'il en fut, l'auteur décrit la nation des Amazones comme toute guerrière, invincible jusqu'alors pour ses voisins et la gloire de son nom s'était répandue par toute la terre. Arrive Achille, qui se fait suivre d'un petit nombre de soldats fiables, qui s'avance à grands pas pour surprendre l'ennemi. Hector allait traverser le fleuve, mais Achille l'enveloppe, l'attaque à l'improviste sans lui donner le temps de se reconnaître, et le tue avec toute son escorte. Toutefois, il fait couper les mains à un des fils de Priam, qu'il avait pris, puis le renvoie à la ville pour porter la nouvelle du combat. La vue de son plus cruel ennemi abattu à ses pieds, ainsi que le souvenir de sa douleur encore récente, le rendent furieux. Il dépouille Hector de ses armes, lui lie fortement les pieds et l'attache avec une courroie derrière son char. Bientôt il y monte lui-même et ordonne à Automédon de lâcher les rênes de ses chevaux. Il roule à travers la plaine et, choisissant les endroits d'où l'on pouvait le découvrir plus aisément, il traîne après lui le corps du malheureux prince ; ce supplice est aussi nouveau que provoquant la pitié.
Du haut de leurs murs, les Troyens aperçurent les dépouilles d'Hector qu'on présentait à leur vue par l'ordre d'Achille. Puis, le fils de Priam leur fit le récit du triste évènement. Des cris de douleur s'élevèrent de toutes parts, en si grand nombre et si perçants que les oiseaux eux-mêmes, étourdis, semblaient tomber du ciel. De leur côté, les Grecs répondaient aux Troyens en manifestant une joie insolente. Bientôt toutes les portes sont fermées. La face de l'empire est changée. Un voile funèbre s'étend sur toute la ville. Comme il arrive en pareille occasion, tous les citoyens éperdus convergent vers un même endroit, avant de se disperser. Tantôt l'air retentit de cris plaintifs, tantôt il règne partout un morne silence, effet de l'incertitude. Au milieu de leur désespoir, les Troyens croient voir les Grecs, enhardis par la mort d'un si grand général, fondre nuitamment sur la ville et renverser les murailles. D'autres se persuadent qu'Achille a entraîné dans son parti Penthésilée, avec l'armée qu'elle amenait au secours de Priam. Enfin, tout semble tourner contre eux, tout devient leur ennemi. Leurs forces sont abattues, leurs ressources épuisées et la mort d'Hector ne leur laisse aucun espoir de salut. Opposé presque seul à une armée formidable commandée par de vaillants généraux, Hector avait su équilibrer la fortune ; il avait été plus brave qu'heureux ; mais jamais la prudence en lui n'avait abandonné la valeur : aussi son nom était-il célèbre par toute la terre.
Après que les Grecs acceptèrent de rendre son corps aux Troyens, Penthésilée se présenta à la tête d'une puissante armée d'Amazones et de tous les peuples voisins ou tributaires de son empire. Vivement frappée en apprenant la mort d'Hector, elle désirait retourner chez elle. Mais l'argent d'Alexandre la décida enfin à rester. Quelques jours après, elle rangea ses troupes en bataille. Mais, se fiant trop sur ses forces pour employer les Troyens, elle se sépara d'eux. Puis, elle s'avança au combat dans l'ordre suivant : un corps considérable d'archers formait l'aile droite, I'infanterie la gauche et la cavalerie, qu'elle commandait en personne, était au centre. De leur côté, les Achéens se préparèrent à la recevoir. Ménélas, Ulysse, Teucer et Mérion devaient soutenir le choc des archers. Les deux Ajax (le Grand et le Petit), Diomède, Agamemnon, Tlépolème, Ialméne devaient tenir tête à l'infanterie. Achille et les autres chefs étaient opposés à la cavalerie. Les armées ainsi disposées ne tardèrent pas à en venir aux mains. D'abord les archers de la reine causèrent quelque perte aux Achéens, sans être pourtant soutenus par les Troyens. Mais les deux Ajax, de leur côté, massacrèrent l'infanterie qu'ils avaient en tête, opposèrent le bouclier à celles qui résistaient, les repoussèrent et les firent tomber enfin sous leurs coups. Ils ne s'arrêtèrent que lorsqu'ils ont entièrement détruit cette partie de l'armée ennemie.
Cependant, Achille se fit jour à travers les escadrons ennemis. Il arriva jusqu'à Penthésilée, la frappa de sa lance et la renversa de cheval avec autant de facilité qu'il aurait pu le faire d'une femme ordinaire. Puis, la saisissant par les cheveux, il l'entraîna à sa suite, après l'avoir mortellement blessée. Les ennemis virent tomber leur reine et n'espérèrent de salut que dans la fuite. Les portes de la ville se trouvèrent fermées ; tout ce qui avait échappé d'abord aux Achéens en fuyant, tombe enfin sous leur coups. Ils conservèrent toutefois, au milieu de la victoire, les égards dus à des femmes et épargnèrent leur faiblesse. Ensuite chacun des leur, revenant vainqueur de l'ennemi qui lui avait été opposé, s'arrêtait devant Penthésilée, étendue mourante sur la terre : aucun ne pouvait assez admirer le courage de cette héroïne. Bientôt l'armée se trouva presque toute rassemblée dans ce lieu. Les Achéens délibérèrent alors si, pour la punir d'avoir osé s'élever au-dessus de la nature et de son sexe, ils ne devaient pas la précipiter dans le fleuve. Ou alors, fallait-il la faire dévorer par des chiens, pendant qu'il lui restait encore assez de vie pour sentir son supplice. Au contraire, Achille voulait qu'on lui rendit les honneurs funèbres. Mais Diomède s'y opposa ; il demanda à chacun des assistants son avis et, du consentement de toute l'armée, il traîna par les pieds l'infortunée guerrière, puis la précipita dans le Scamandre. Ce châtiment sembla convenir à l'acte de désespoir et de démence dont elle s'était rendue coupable. Ainsi la reine des Amazones perdit non seulement les troupes qu'elle amenait au secours de Priam ; mais encore elle offrit à l'armée un spectacle digne de la fureur guerrière qui faisait le fond de son caractère.

### Suite d'Homèrede Quintus de Smyrne
Quintus de Smyrne aussi raconte leur intervention pendant la guerre de Troie dans le premier chant sa Suite d'Homère (ou Posthomériques). Alors que Troie était incendiée, Penthésilée, semblable aux déesses, arriva des bords du Thermodon. Elle regrettait la mort de sa sœur Hippolyte qu'elle avait involontairement tué d'un trait, en poursuivant un cerf, ce qui lui valut subir des reproches et d'être persécutée par la vengeance des terribles Érinyes. Ce drame l'avait poussé à marcher au secours de Troie, pour s'éloigner de sa patrie et expier son crime. Elle était à la tête de douze Amazones, également illustres par leur valeur et par l'éclat de leur naissance. Clonie (en), Polémuse (en), Dérione (en), Evadre (en), Autandre (en), la divine Brémuse (en), Hyppothoë (en), Alcibie (en), Antibrote (en), Dérimaque (en), la belle Armothoé (en) et Thermoduse (en) habile à manier la lance, formaient son magnifique cortège. À sa vue, Priam se consola de la mort sanglante de ses fils et l'accueillit avec la même tendresse que s'il elle fut sa propre fille. Il lui fit servir un repas somptueux, la comble de riches présents, et lui en promet de plus magnifiques encore, si elle délivre les Troyens. Elle s'engagea à vaincre Achille et les nombreux bataillons des Argiens. Puis, elle passa la nuit dans une chambre des appartements du roi. Athéna lui envoya un songe perfide, sous les traits du dieu Arès, son père. Pour hâter sa perte et celle des Troyens, il la pressa de marcher avec confiance contre Achille. Trompée, elle croit que le moment est venu de se signaler par une action mémorable.
Dès l'aurore, elle s’élança brusquement de sa couche sur les armes éclatantes reçues du dieu de la guerre, couvrit ses jambes de brodequins d'or fixés avec des agrafes d'argent, elle se revêtit d'une cuirasse ornée des plus riches couleurs. Autour de ses épaules, elle suspendit gracieusement une longue épée, dont le fourreau était enrichi d'argent et d'ivoire, elle pris son large bouclier en forme de croissant, enfin, elle se coiffa d'un casque ombragé d'un panache doré. En sortant du palais, elle saisit deux dards qu'elle met sous son bouclier ; elle porta dans sa main droite une hache à deux tranchants, présent que lui fît Éris, en l'excitant aux combats. Enivrée par l'espoir de vaincre, elle exhorta les Troyens à la suivre dans la mêlée. Elle s'éloigna des murs, montée sur un coursier superbe, cadeau d'Orithye, épouse de Borée, en reconnaissance du bienfait de l'hospitalité, lorsqu'elle partit pour la Thrace. Priam, se tournant vers le temple de Zeus Idéen, récita une prière pour favoriser leur victoire. Juste après, un aigle tenant entre ses serres une colombe expirante fit entendre un cri perçant et s'éleva vers les cieux. Effrayé, le roi sait que les destins étaient fixés : il ne reverra plus Penthésilée.
Celle-ci, dès le premier choc, tua avec ses compagnes nombre d'ennemis, tels que Laogon (en) et Ménippe (en). Pour venger la mort de ce dernier, son ami Podarque tua alors Clonie. S'ensuivit une série de combats où le sang noir jaillit à gros bouillons, l'impitoyable Arès soufflant sa rage sur les deux armées, les Parques cruelles accompagnent la mort dévorante et des cris perçants retentissent de toutes parts. Mais rien n'arrête la belliqueuse Penthésilée : elle fondit sur les Danéens, qui fuient reculèrent épouvantés, puis enfonça les phalanges des Grecs. Admiratifs, les Troyens, fondaient sur elle les plus hautes espérances, ne se doutant pas des malheurs qui allaient les toucher. Ni Ajax, ni Achille, n'avaient encore pris part aux combats. Pendant ce temps, à Troie, les Troyennes regardaient avec émerveillement les combats des Amazones. Tisiphone (en) les encouragea à se battre avec leurs époux. Jetant loin d'elles leurs corbeilles et leur laine pour se couvrir d'armes meurtrières, elles allaient périr dans la bataille, avec leurs alliés. Mais la sage et âgée Théano, grande prêtresse d'Athéna, les convainquit de renoncer à partir au combat sans expérience. De son côté, Ajax finit par entendre les cris des combattants et enjoignit Achille d'aller prêter secours à leurs alliés. Ils se précipitèrent sur le champ de bataille, tandis qu'Athéna, en agitant son bouclier, leur communiqua sa force. Les Grecs reprirent alors du courage. Achille tua plusieurs Amazones. Penthésilée lui lança alors un long dard, qui se rompit en frappant sur son bouclier (en), forgé par Héphaïstos. Son ennemi se moqua alors d'elle et lui transperça le sein de sa lance. Bien que respirant encore, ses membres s'affaiblirent ; elle laissa tomber sa lourde hache ; ses yeux se couvrirent des ombres de la nuit et la douleur pénétra son âme. Elle chercha alors comment se défendre, puis elle envisagea séduire son ennemi avec l'appât de l'or, ou bien elle se demanda s'il allait épargner sa jeune adversaire. Mais il l'acheva, elle et sa monture, n'écoutant que sa fureur.
Voyant cela, les Troyens fuirent vers leur cité, pleurant la mort de la fille d'Arès et de leurs concitoyens. Cypris, pour exciter de vifs regrets dans l'âme du vainqueur, avait conservé à l'Amazone tous ses charmes, même après sa mort. Plusieurs Grecs souhaitaient avoir une épouse aussi belle. Achille lui-même se reprocha de l'avoir tué et de s'être privé de cette reine, que sa taille et ses attraits rendaient égale aux immortelles. Arès, endolori et encoléré par la perte de sa fille, partit aussitôt de l'Olympe pour venger cette mort, avant que Zeus du haut de son trône ne l'épouvante par ses éclairs. Achille, aussi endeuillé par la mort Penthésilée qu'il ne le fut par celle de son fidèle Patrocle, frappa mortellement son allié Thersite, qui lui reprochait son chagrin envers son ennemie. Admiratifs, les Atrides acceptèrent que les Troyens emportassent son corps et ses armes dans Troie. Priam fit dresser devant les portes de la ville un vaste bûcher où fut placé le corps, avec son cheval et ses richesses. Lorsque le feu, animé par Héphaïstos, eut tout dévoré, chacun éteignit les brasiers en y versant des vins odoriférants. Les os furent ensuite recueillis avec soin et parfumés, avant d'être déposés dans une urne profonde, où l'on fit couler la graisse d'une génisse, choisie parmi les troupeaux des montagnes de l'Ida. Puis, ils l'ensevelirent auprès des murs, dans la tour magnifique, où reposaient les cendres de Laomédon. Le dieu de la guerre en fut satisfait. Tout près d'elle furent inhumées ses compagnes.

## Légende sur Alexandre le Grand et les Amazones
Une tradition située à la frontière de l’histoire et du mythe attribue à Alexandre le Grand une rencontre avec la reine des Amazones, Thalestris (ou Myrina). Cette tradition issue de la Vulgate d'Alexandre (Diodore, Quinte-Curce, Justin) provient de Clitarque et d’Onésicrite, contemporains des conquêtes de l’Asie dont les récits délivrent une part de fables et de merveilleux. Un historien de la conquête, non identifié, juge qu’Alexandre se doit de rencontrer les Amazones car Héraclès et Achille, ses ancêtres mythiques, les ont combattues.

### Bibliothèque historiquede Diodore de Sicile
Diodore de Sicile écrit dans le livre XVII de la Bibliothèque historique (Ier siècle av. J.-C.) qu'en retournant en Hyrcanie, le roi reçut la visite de la reine des Amazones, Thalestris. Elle régnait sur le pays situé entre le Phasis et le Thermodon. D'une beauté et d'une force de corps remarquables, elle était admirée pour sa bravoure par ses compatriotes. Elle avait laissé son armée sur les frontières de l'Hyrcanie, n'étant accompagnée que de trois cents Amazones, équipées d'armures de guerre. Frappé de surprise à la vue imposante de cette femme guerrière, le roi lui demanda la raison de sa venue. Elle déclara vouloir de lui un enfant, estimant que de tous les hommes, il est celui qui as accompli les plus grandes actions. Aussi, aucune femme ne l'emporte sur elle en force et en bravoure. Donc, de deux êtres aussi supérieurs aux autres, il naîtra probablement un enfant qui surpassera les autres mortels par ses qualités. Ravi de cette réponse, le roi accueillit cette invitation et, après avoir passé treize jours avec elle, il la renvoya comblée de beaux présents.

### L'Histoire d'Alexandre le Grandde Quinte-Curce
Quinte-Curce composa au Ier siècle L'Histoire d'Alexandre le Grand et raconta cette histoire dans le sixième livre. D'abord, il décrit une vallée par où l'on pénètre en Hyrcanie, expliquant qu'elle se prolonge sans interruption jusqu'à la mer Caspienne. Au nord de la vallée sont les Cercètes, les Mossyns et les Chalybes, à l'est sont les Leucosyriens (en) et les plaines des Amazones. Puis, il narre l'épisode en lui-même. Les Amazones habitaient près des frontières de l'Hyrcanie, dans la plaine de Thémiscyre, sur les bords du Thermodon. Leur reine, Thalestris, qui commandait à tous les peuples situés entre le mont Caucase et le fleuve du Phasis. Brûlant du désir de voir Alexandre, qui se trouvait alors à faible distance, elle sortit de ses États et lui envoya des messagers pour l'informer qu'une reine, curieuse de le visiter et de le connaître, venait le trouver. Le roi lui ayant aussitôt permis d'approcher, elle fit rester en arrière le reste de sa suite et s'avança, accompagnée de trois cents femmes. Dès qu'elle l'aperçut, elle sauta toute seule de son cheval, tenant deux javelots dans sa main droite. Le vêtement des Amazones ne leur couvre pas tout le corps. Du côté gauche, elles ont le sein découvert ; le reste est voilé, mais sans que toutefois le pan de leur robe, relevé par un nœud, descende au-dessous des genoux. Elles conservent un leur sein gauche pour nourrir leurs enfants quand ce sont des filles. Le droit est brûlé, pour ne pas être gênée en bandant leur arc et lançant leurs flèches. Thalestris regardait le roi sans se troubler. Interrogée, elle avoua sans hésitation qu'elle était venue pour avoir des enfants avec lui. Elle s'estimait bien digne de lui donner des héritiers de son empire. Si l'enfant était une fille, elle le garderait, s'il était un garçon, elle le rendrait à son père. Il lui demanda alors si elle voulait faire la guerre avec lui : elle s'en excusa, expliquant qu'elle avait laissé son royaume sans défense et insista pour qu'il ne la laissa pas partir sans avoir accepté sa demande. Sa passion, plus ardente que celle du roi, le décida à s'arrêter : treize jours lui furent consacrés pour la satisfaction de ses désirs. Après quoi elle partit pour son royaume et Alexandre pour la Parthie.

### Vie d'Alexandrede Plutarque
Plutarque raconte la Vie d'Alexandre dans ses Vies parallèles (rédigées entre 100 et 120). Il raconte qu'il passa le fleuve Orexartès, qu’il prenait pour le Tanaïs. Il avait mis en fuite les Scythes, qu'il avait poursuivis sur plus de cent stades, en étant gêné par la dysenterie. C’est là que la reine des Amazones le vint trouver, selon la plupart des historiens, comme Clitarque, Polycritus, Antigènes (en), Onésicrite et Ister. Cependant, Aristobule, Charès de Théangèle, Ptolémée, Anticlide, Philon le Thébain, Philippe de Théangèle (en), Hécatée d’Érétrie, Philippe le Chalcidien et Douris de Samos, assurent que cette visite est une pure fable. Alexandre lui-même semble leur donner raison dans une de ses lettres à Antipater, où il fait un récit détaillé de cette expédition. Il dit que le roi scythe lui offrit sa fille en mariage, sans mentionner d'Amazone. De plus, Plutarque rapporte que, plusieurs années après, lorsque Lysimaque était roi, Onésicrite lui lut son quatrième livre, dans lequel il raconte la visite de l’Amazone. Le souverain lui dit alors en souriant : « Et moi, où étais-je donc alors ? ».

### Anabased'Arrien
Arrien écrit au IIe siècle Anabase, description détaillée des campagnes d'Alexandre le Grand. Dans le quatrième livre, il parle de Pharasmane, roi des Chorasmiens, vint trouver Alexandre et lui annonça qu'il était voisin de la Colchide et de la contrée des Amazones. C'est surtout dans le septième livre qu'il parle des Amazones. Atropatès, satrape de Médie, lui en amena cent, équipées en cavaliers, portant la hache et la pelte. On dit qu'elles ont le sein droit plus petit, qu'elles découvrent dans les combats. Alexandre les renvoya pour éviter de les exposer aux outrages des Macédoniens ou des Barbares. Il les chargea d'annoncer à leur reine qu'il ferait un enfant avec elle. Mais, selon Arrien, ni Aristobule, ni Ptolémée, ni aucun historien qu'il estime digne de foi, n'en ont parlé. La race des Amazones devait être éteinte depuis longtemps avant Alexandre. Xénophon n'en fait pas mention non plus, bien qu'il parle du Phase, de la Colchide et de toute la côte barbare que les Grecs parcoururent après leur départ, ainsi qu'avant leur retour à Trébizonde, autour de laquelle ils ne trouvèrent pas d'Amazones. Cependant, l'auteur ne veut pas remettre en cause leur existence, attestée par tant d'historiens célèbres. On raconte qu'Hercule marcha contre elles et ramena en Grèce le ceste de leur reine Hippolyte, et aussi que les Athéniens, menés par Thésée, défirent les Amazones qui tentèrent une invasion en Europe. Cimon a décrit ce combat avec autant de soin que celui des Athéniens contre les Perses. Hérodote mention plusieurs fois ces femmes. Et tous les panégyristes des guerriers morts au combats rapportent celui des Amazones. Arrien suppose que les femmes qu'Atropatès présenta à Alexandre étaient sans doute des Barbares exercées à courir à cheval et montées comme les Amazones.

### Abrégé des Histoires Philippiquesde Justin
Justin, dans son Abrégé des Histoires Philippiques (IIIe siècle), précisa qu'au pays des Mardes, la reine Minithye (ou Thalestris) vint à la rencontre d'Alexandre, à la tête de trois cents femmes, après une marche de vingt-cinq jours au milieu de pays ennemis. Souhaitant avoir des enfants avec un si grand roi, elle partagea treize jours son lit, pendant lesquels il suspendit sa marche. Puis, croyant avoir conçu, elle rentra chez elle et décéda peu après ; le nom des Amazones s'éteignit avec elle.

### Analyse
Cette rencontre avec la reine des Amazones est donc considérée comme une fiction par Plutarque et Arrien. Ces deux historiens antiques, soucieux d’authenticité, suivent l’avis de Ptolémée, d’Aristobule et de Douris qui déjà contestent la réalité de cette rencontre. Pour autant, Arrien et Plutarque en recherchent le fondement historique :
- Une ambassade scythe arrive auprès d’Alexandre à Samarcande en 328 av. J.-C. ; un chef de tribu scythe offre la main de sa fille à Alexandre.
- D’après Arrien[74] et Quinte-Curce[75], le chef des Chorasmiens, un peuple des bords de la mer d'Aral, propose à Alexandre de mener campagne contre les Amazones.
- D’après Arrien[76], Atropatès le satrape de Médie fait don à Alexandre de 100 femmes scythes dont il est dit qu’elles seraient des Amazones.

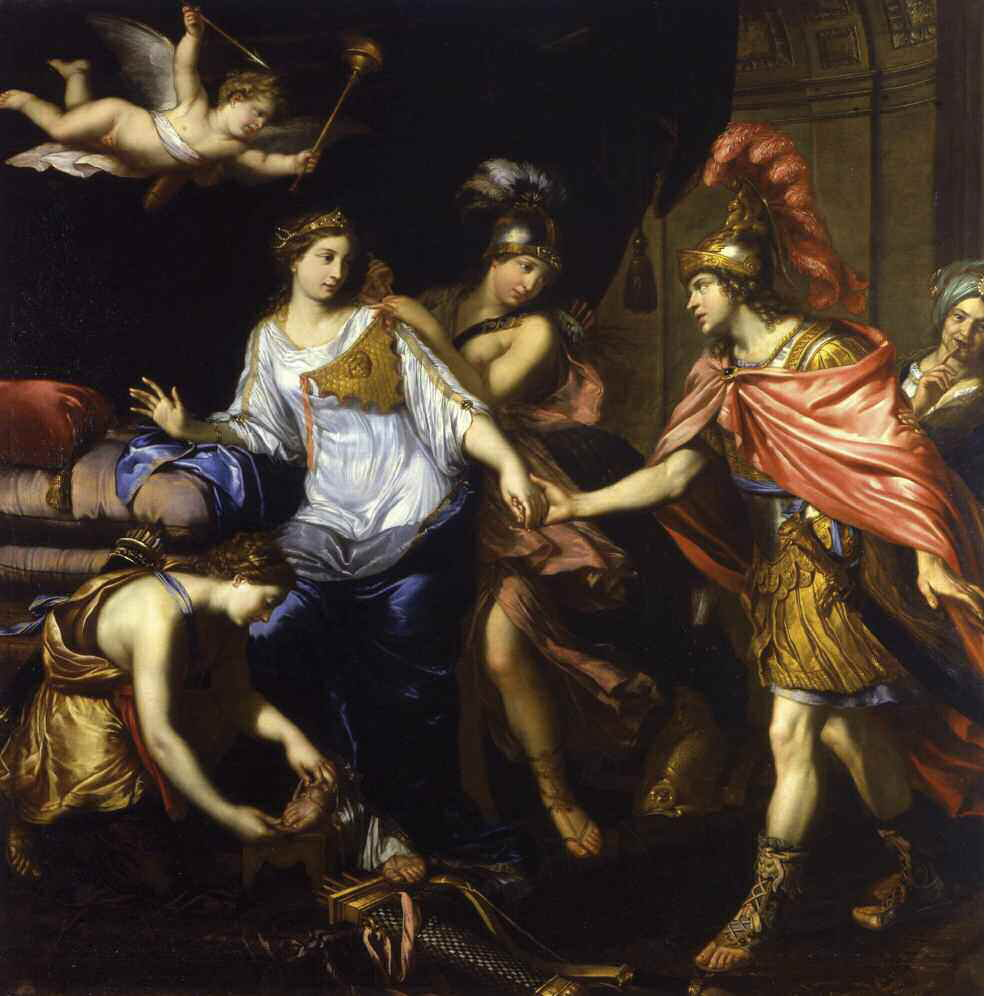
Pierre Mignard, La Rencontre d'Alexandre avec la reine des Amazones (vers 1660), Avignon, musée Calvet.
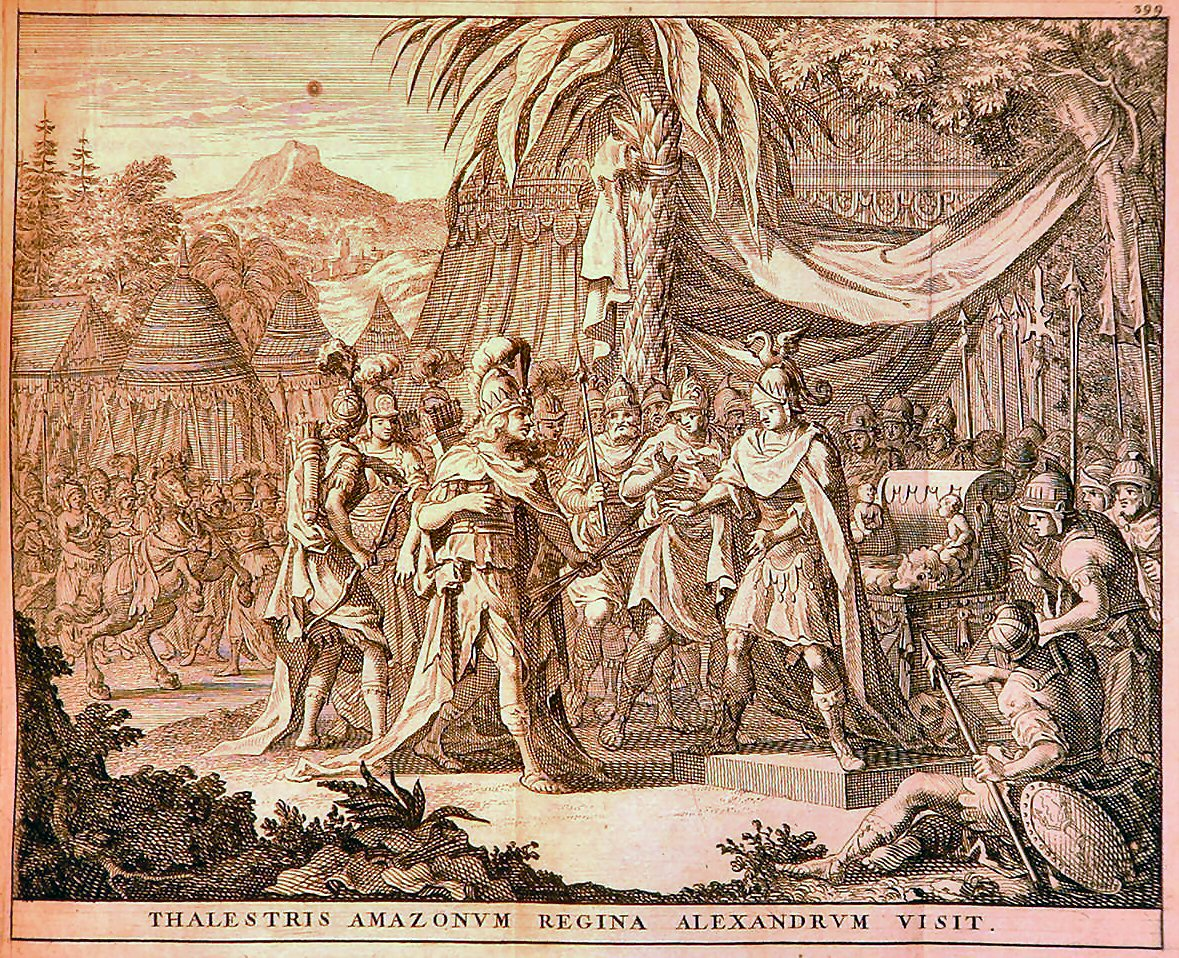
Alexandre le Grand reçoit la visite de la reine des Amazones (1696).

## À l'époque romaine
Dans la biographie de Pompée, Plutarque évoque la campagne contre Mithridate VI, roi du Pont ; parmi ses ennemis auraient figuré des Amazones. Dans des notes de bas de page d'une édition de l'ouvrage de 2001, l'historienne Claude Mossé commente ce passage. Elle explique que, parvenu aux confins du monde, Pompée, comme tous les grands conquérants (tels qu'Alexandre le Grand), affronte des êtres mythiques le projetant dans la légende. Cela lui permet d'égaler des héros comme Héraclès, Thésée ou les Argonautes. Plutarque situe les Amazones au nord du Caucase, au bord de la mer Caspienne. Celles-ci prennent ici une réalité humaine avec la découverte sur le champ de bataille des cothurnes et des peltes, ces boucliers en demi-lune qui leur furent attribuées par l'imagerie antique. Toutefois, elles gardent leur sauvagerie mythique de combattantes et leur tradition de polyandrie éphémère auprès des populations du sud du Caucase. Le Thermodon est un fleuve antique que Plutarque situe au pied du Caucase. Cependant, l'épisode d'Héraclès et la ceinture d'Hippolyte et celui des Argonautes (marche sur la Colchide) le localisent entre la Cappadoce et la mer Noire.
Appien, historien grec rédigea son Histoire romaine au IIe siècle, dans laquelle il narre aussi la guerre contre Mithridate. Il raconte Pompée en Colchide encercla une forêt avec son armée, à laquelle il mit le feu. Puis, il poursuivit les fugitifs épuisés jusqu'à leur reddition. Parmi les otages et les prisonniers figurèrent beaucoup de femmes qui avaient des blessures aussi graves que les hommes. Selon lui, on crut que c'était des Amazones ; mais on ignore si les Amazones sont une nation voisine qui fut appelée à l’aide à ce moment-là ou si certaines femmes guerrières sont appelées Amazones par les habitants de cette contrée.
L'Histoire Auguste, recueil de biographies d'empereurs romains datant du IVe siècle, comporte une Vie de d'Aurélien, écrite par un certain Flavius Vopiscus. Après la victoire de l'empereur contre les Goths, il découvre parmi ses prisonniers dix femmes, déguisées en hommes ; il en avait péri un grand nombre d’autres, qui, d’après une inscription, auraient appartenu à la race des Amazones.

## La question de la réalité historique des Amazones

### Histoiresd'Hérodote
Hérodote, dans le quatrième livre des Histoires (vers 440 av. J.-C.), présente les Sauromates. Il explique que les Scythes appellent les Amazones « Aiorpata », que les Grecs traduisent par Androctones (qui tuent des hommes), car en scythe, « aior » signifie « un homme » et « pata » « tuer ». Quand les Grecs eurent remporté contre elles la victoire sur les bords du Thermodon, on raconte qu'ils emmenèrent avec eux, dans trois vaisseaux, toutes celles qu'ils avaient pu faire prisonnières. Lorsqu'ils furent en pleine mer, elles attaquèrent leurs ennemis qu'elles taillèrent en pièces. Mais, comme elles ignoraient la manœuvre des vaisseaux, elles se laissèrent leur bateau voguer au gré des flots et des vents. Puis, et débarquèrent à Cremnes, sur le Palus-Maeotis, qui se trouve dans le pays des Scythes libres. Les Amazones avancèrent au milieu des terres habitées. S'étant emparées du premier haras qu'elles rencontrèrent sur leur route, elles montèrent à cheval, et pillèrent les terres des Scythes. Ces derniers ne pouvaient ignorer qui étaient ces ennemis. Trompés par l'uniformité de leur taille, ils les prirent d'abord pour des hommes et ils leur livrèrent bataille. Mais, voyant les cadavres de leurs ennemis après le combat, ils virent que c'étaient des femmes.
À la suite d'un conseil tenu à ce sujet, ils résolurent de ne plus en tuer. Ils leurs envoyèrent le plus grand nombre possible des plus jeunes d'entre eux, avec ordre d'établir leur camp près de celui des Amazones. Ils devraient ensuite les imiter, ne pas les combattre même si elles attaquaient, mais plutôt prendre la fuite, et camper près d'elles lorsqu'elles cesseraient de les poursuivre. Leur objectif était d'avoir des enfants avec ces femmes belliqueuses. Les jeunes obéirent : les Amazones, découvrant qu'ils n'étaient pas venus pour leur faire du mal, les laissèrent tranquilles. Cependant, les deux camps s'approchaient tous les jours de plus en plus. Les Scythes n'avaient, comme les Amazones, que leurs armes et leurs chevaux et vivaient comme elles, de leur chasse et du butin qu'ils pouvaient enlever. Vers midi, les Amazones s'éloignaient du camp, seules ou par binomes, pour satisfaire aux besoins de la nature. Les Scythes en firent autant. L'un d'eux s'approcha d'une d'entre elles ; loin de le repousser, elle lui accorda ses faveurs. Comme tous deux ignoraient la langue de l'autre, elle lui dit par signes de revenir le lendemain au même endroit avec un de ses compagnons, qu'elle amènerait alors une de ses compagnes. Le Scythe, de retour au camp, y raconta son aventure. Le jour suivant il revint avec un autre Scythe au même endroit, où il trouva l'Amazone, qui l'attendait avec une de ses compagnes. Les autres Scythes, mis au courant, apprivoisèrent aussi le reste des Amazones.
Ayant ensuite réuni les deux camps, ils demeurèrent ensemble, chacun prenant pour femme celle dont il avait eu d'abord les faveurs. Ils ne pouvaient apprendre la langue de leurs compagnes, mais elles apprirent celle de leurs maris. Lorsqu'ils commencèrent à se comprendre, les Scythes leur parlèrent ainsi : « Nous avons des parents, nous avons des biens. Menons une autre vie : réunissons-nous au reste des Scythes et vivons avec eux. Nous n'aurons jamais d'autres femmes que vous. » Elles répondirent : « Nous ne pourrions pas demeurer avec les femmes de votre pays. Leurs coutumes ne ressemblent en rien aux nôtres : nous tirons de l'arc, nous lançons le javelot, nous montons à cheval, et nous n'avons point appris les ouvrages propres à notre sexe. Vos femmes ne font rien de ce que nous venons de dire, et ne s'occupent qu'à des ouvrages de femmes. Elles ne quittent point leurs chariots, ne vont point à la chasse, ni même nulle part ailleurs. Nous ne pourrions par conséquent jamais nous accorder ensemble. Mais si vous voulez nous avoir pour femmes, et montrer de la justice, allez trouver vos pères, demandez-leur la partie de leurs biens qui vous appartient ; revenez après l'avoir reçue, et nous vivrons en notre particulier. » Persuadés, les Scythes obéirent et, lorsqu'ils eurent obtenu la part patrimoine qui leur revenait, ils les rejoignirent. Alors elles leur parlèrent ainsi : « Après vous avoir privés de vos pères, et après les dégâts que nous avons faits sur vos terres, nous en craindrions les suites s'il nous fallait demeurer dans ce pays ; mais, puisque vous voulez bien nous prendre pour femmes, sortons-en tous d'un commun accord, et allons nous établir au delà du Tanaïs. » Les hommes y consentirent, passèrent le fleuve et, ayant marché trois jours à l'est, et autant depuis le Palus-Maeotis vers le nord, ils arrivèrent dans le pays qu'ils habitent encore à l'époque d'Hérodote. C'est pourquoi les femmes des Sauromates ont conservé leurs anciennes coutumes : elles montent à cheval, vont à la chasse, tantôt seules, tantôt avec leurs maris. Elles les accompagnent aussi à la guerre et s'habillent comme eux. Les Sauromates utilisent la langue scythe ; mais, depuis leur origine, ils ne l'ont jamais parlée avec pureté, parce que les Amazones ne la savaient qu'imparfaitement. Quant aux mariages, ils ont déclaré qu'une fille ne pourrait se marier tant qu'elle n'eût tué un ennemi. Aussi y en a-t-il qui, ne pouvant accomplir la loi, meurent de vieillesse célibataires.
Hérodote affirme aussi qu'elles auraient occupé la Cappadoce lors de leurs combats contre les Égyptiens vers 2000 av. J.-C.. Des guerriers scythes auraient été exterminés dans une embuscade et leurs veuves auraient pris les armes. Hérodote cite aussi le mythe de l’Éthiopide d'Arctinos de Milet selon lequel « amazone » signifie « privée de mamelle ». Mais il ajoute qu'en langue caucasienne, ce nom signifierait « qui ne mange pas de pain » (ce qui évoque les sociétés nomades non agricoles) ou « qui vivent ensemble », ou encore serait une allusion à une « ceinture magique » portée par les Amazones[Pas dans la source].

### Géographiede Strabon
Strabon, géographe grec, parle des Amazones dans plusieurs passages de la Géographie, se montrant souvent sceptique quant aux nombreux récits à leur sujet. Au livre XI, consacré au Caucase, il explique que l'histoire concernant les Amazones est singulière. Tandis qu'en général, les historiens se montrent soigneux de bien séparer ce qui relève de la fable (c'est-à-dire, toute tradition mensongère et merveilleuse) de ce qui concerne l'Histoire. Celle-ci devant, pour toutes les époques, chercher uniquement le vrai, excluant le merveilleux. Il existe des cas fort rares, comme celui des Amazones, sur lesquelles il n'y a que des traditions absurdes et invraisemblables. Qui pourrait croire que des femmes seules, sans hommes, aient pu se perpétuer à l'état d'armée, de cité ou de nation ? Qui pourrait croire qu'elles aient pu s'engager dans des expéditions contre les autres nations, arriver par des conquêtes à s'emparer de l'Ionie et franchir la mer pour arriver jusqu'en Attique ? Autant vaudrait prétendre que les hommes de ce temps-là étaient des femmes et les femmes des hommes. N'est-ce pas là cependant ce que nos plus récents historiens nous disent des Amazones ? Il admet à la rigueur que certaines villes, telles qu'Éphèse, Smyrne, Cymé et Myriné, aient dû leur origine et leur nom à des Amazones, dont les tombeaux peuvent en témoigner. Il accepte aussi que, comme le racontent ces anciennes traditions, les Amazones aient eu pour demeure primitive Thémiscyre, les plaines du Thermodon et les montagnes environnantes comprises et que plus tard elles en aient été expulsées militairement. Sur leur demeure actuelle, en revanche, il estime qu'il n'y a que de rares témoignages, que des allégations sans preuves et sans vraisemblance. Il n'existe pas plus d'informations au sujet de Thalestrie, cette prétendue reine des Amazones, venue en Hyrcanie pour s'unir d'amour à Alexandre pour avoir un fils du héros. Parmi les nombreux historiens d'Alexandre, les plus exacts n'en parlent pas. Il n'en est pas fait mention non plus dans les documents officiels. Enfin les historiens qui le rapportent sont loin de s'accorder entre eux. Enfin, Clitarque évoque Thalestrie partant pour aller joindre Alexandre, des Pyles Caspiennes et des bords du Thermodon, alors que la Caspienne et le Thermodon sont séparés par un intervalle de plus de 6000 stades.
Au livre XII, dédié au Pont, il explique que c'est des Cappadociens dont parle Pindare, lorsqu'il montre les Amazones « guidant au combat les phalanges syriennes dont la lance répand au loin la terreur ». Dans ce passage, il s'agit apparemment des Amazones de Thémiscyre qui dépend du territoire des Amisènes (où se trouve Amisus), qui sont des Leucosyri (en) d'au delà de l'Halys. Puis, il poursuit sur une analyse grammaticale liée aux Amazones, citant plusieurs auteurs grecs,. Au livre XIV consacré à l'Ionie, il explique que Smyrna était l'Amazone qui avait un moment régné sur Éphèse et qui donna son nom à la ville de Smyrne.

### Histoires incroyablesde Paléphatos
Selon les Histoires incroyables de Paléphatos de Sámos, les Amazones n'étaient pas des femmes guerrières, mais des hommes aux chitons longs jusqu'aux pieds, rappelant celui des femmes de Thrace, ce qui explique pourquoi ils passaient pour des femmes aux yeux de leurs ennemis ; peuple expert au combat, les Amazones en tant qu'« armée de femmes » n'auraient jamais existé. D'ailleurs, selon Palaiphatos, personne ne pouvait se targuer d'en avoir vu.

### De situ orbisde Pomponius Mela

Reconstitution de la carte du monde de Pomponius Mela (d'après son De situ orbis, écrit vers 43) par l'historien. Les Amazones y sont notamment localisées près de l'île des Panotii et des Hippopodes.

Pomponius Mela, dans son De situ orbis (ou De chorographia) écrit vers 43, localise différents peuples d'Asie. Ainsi, les Caspianiens confinent à la Scythie et environnent la mer Caspienne ; au delà, dit-on, sont les Amazones, puis, au delà de celles-ci les Hyperboréens, également avoisinés par les Cimmériens. Puis, sur les contrées pontiques et méotiques sur la côte d’Asie, il explique que le Thermodon arrose une plaine où était la petite ville de Thémiscyrium. Elle est appelée plaine Amazonienne, parce que les Amazones y établirent autrefois leur camp. Présentant la Colchide, il explique que de là que part une longue chaîne de montagnes qui va se joindre à celle des monts Riphées, qui s’avance d’un côté vers le Pont-Euxin, le Méotide et le Tanaïs et de l’autre vers la mer Caspienne. Elle est connue sous le nom général de monts Cérauniens, mais porte un nom différent, selon les pays qu’ils traversent, étant qualifiée de monts Tauriques, Moschiques, Amazoniques, Caspiens, Coraxiques ou encore Caucasiens.

### Histoire naturellede Pline l'Ancien
Pline l'Ancien, dans le cinquième livre de son Histoire naturelle (publiée vers 77), mentionne lui aussi la fondation de différents lieux par les Amazones. Il qualifie ainsi Éphèse comme étant leur ouvrage et dit de Smyrne qu'elle fut fondée par l'Amazone homonyme. Dans le même livre, décrivant les monts Taurus, il explique que lorsqu'il fuit loin des mers qui interrompent sa marche, il se couvre de part et d'autre des noms de beaucoup de peuples. Il appelé à sa droite Hyrcanien, Caspien ; à gauche Paryadres, Moschique, Amazonique, Coraxique, Scythique.
Dans le sixième, il décrit le fleuve Iris, qui reçoit le Lycus. Sur la côte passe le fleuve Thermodon, qui a sa source près d'un château appelé Phanarée (Phanorian), et coulant au pied du mont Amazonius. Une ville aussi porte le nom de Thermodon, proche cinq autre : Amazonium, Themiscyra, Sortira, Amasia, Comana, toutes détruites.

### Voyage autour du mondede Denys le Périégète

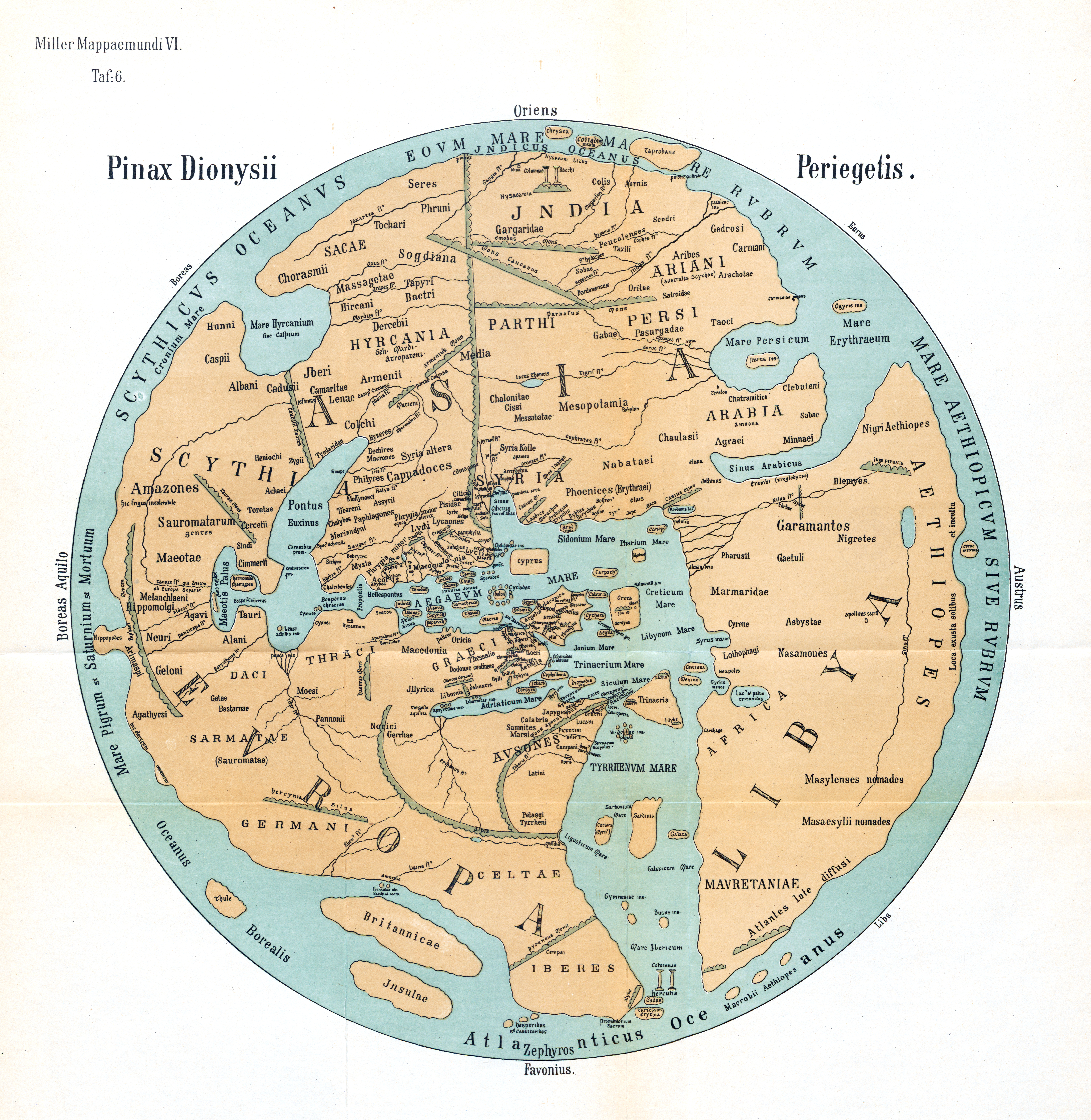
Carte établie par l'historien, d'après Denys le Périégète. Les Amazones sont localisées à gauche, en Scythie, près des monts Taurus.

Denys le Périégète (IIe siècle), dans son Voyage autour du monde, décrit les farouches Sarmates comme une race ardente aux travaux d'Arès, issue autrefois du sang généreux des Amazones. Unies à eux après avoir quitté le Thermodon, ces héroïnes engendrèrent de robustes hommes, puissants dans les batailles. Ils occupent à l'époque de Denys des forêts immenses à travers lesquelles roule le Tanaïs, qui refoule du vaste affluent de ses eaux le Palus-Méotide. De ses replis, ce fleuve sépare l’Asie et l’Europe. Sa source jaillit des hautes montagnes du Caucase et se répand à grand bruit dans les plaines de la Scythie. Malgré l’impétuosité de son cours immense, son eau se glace sous le souffle inclément de l’horrible Borée. Les mortels qui habitent ces contrées sont donc condamnés à un ciel sombre, à des froids rigoureux qui tuent les troupeaux et les hommes tout ensemble. Ces peuples, placés sur les bords du Tanaïs et près des Sarmates. Le Thermodon, lui, est issu des montagnes d'Arménie et irrigue les campagnes habitées jadis par les Amazones. Près de là s'élève la tête altière de l'antique Sinope. Cette ville doit sa fondation à Sinope, la fille d'Asopus, ardemment aimée de Zeus. Choisisant les limites d'une terre barbare, elle y fit son séjour et donna son nom à son peuple. Enfin, à Éphèse s'élève un temple consacré à Artmis, offrande fameuse des Amazones.

### Histoire secrète de Justiniende Procope de Césarée
Procope de Césarée, dans son Histoire secrète de Justinien (VIe siècle), décrit le pays qui s'étend depuis le Mont-Caucase jusqu'aux portes Caspiennes comme étant occupé par les Alains, peuple libre accoutumé de se joindre aux Perses pour faire la guerre aux Romains. C'est en cet endroit que vivent les Huns surnommés Sabiriens  et quelques autres nations. C'est aussi là d'où l'on dit que les Amazones sortirent, pour camper proche du pays de Tesmiscyre, vers le fleuve Termodoon, sur les bords duquel la ville d'Amise a été depuis bâtie. Procope dit que, bien que Strabon et d'autres écrivains nous aient laissé beaucoup d'informations sur les Amazones, il est néanmoins vrai, qu'il n'y a nul monument, ni dans le Mont-Caucase, ni dans les lieux alentour, qui conserve la mémoire de leur nom. L'opinion de ceux qui croient qu'il n'y a jamais eu de femmes qui aient porté les armes comme des hommes, lui paraît la plus probable. Ceux qui sont de cet avis assurent que la nature n'a point été corrompue jusqu'à ce point dans le seul Mont-Caucase, mais qu'une armée nombreuse de Barbares étant sortie de là avec leurs femmes, pour aller porter la guerre en Aise. Ils campèrent alors proche du fleuve Termodoon où ils laissèrent leurs lemmes. Après, ils coururent une partie de l'Asie, où ils furent taillés en pièces. Puis, les femmes, pressées par la crainte des peuples voisins et par la disette des vivres, se résolurent de vaincre « la faiblesse de leur sexe ». Elles prirent alors les armes que leurs maris avaient laissées et s'en servirent généreusement, jusqu'à ce qu'elles furent toutes défaites par leurs ennemis. Certaines choses arrivées au temps de Procope le persuadent que l'histoire des Amazones est conforme à ce qu'il vient d'en dire. Le génie et l'inclination des pères paraît encore dans leurs enfants et dans leurs descendants après longtemps. Lorsque des armées de Huns qui faisaient des irruptions, ont été défaites, des femmes furent trouvées parmi les morts. Mais on n'a jamais vu ni en Europe, ni en Asie une armée composée de femmes ; et l'on n'a jamais oui dire que le Mont-Caucase ait été dépeuplé de ses habitants.

### Analyse
Nicolas Louis Achaintre, dans une note de sa traduction de l'Éphéméride de la guerre de Troie de Dictys de Crète, considère que plusieurs historiens s'accordent à dire que les Amazones habitaient près de Troie. Homère n'en a pas parlé ; Achaintre suppose qu'il considérait comme indigne de son génie de faire paraître des femmes dans son poème. Servius croit qu'elles ont existé. Toutefois, pour le traducteur, l'opinion la plus commune est qu'il n'y eut jamais d'Amazones et qu'elles ont été créées par l'imagination des poètes. Certains peuples qui portaient de longues robes comme les femmes de Thrace, qui se courraient la tête d'une mitre et coupaient leur barbe, ont été qualifiés de femmes par leurs ennemis ; ils ont peut-être donné lieu à cette fiction. Sur ce sujet, il renvoie d'ailleurs à Paléphatos.
Henri de La Ville de Mirmont, dans des notes de sa traduction des Argonautiques, dit que les monts Amazones ne sont mentionnés que par Pline. Denys le Périégète dit que le Thermodon vient du mont Arménios (ἀπ' οὔρεος Ἀρμενίοιο). Mais le mont Arménios est inconnu. Strabon assure d'autre part qu'Ératosthène se trompe en comptant le Thermodon parmi les fleuves d'Arménie. Dans la digression géographique, où Ammien Marcellin parle de tous les peuples et de tous les pays cités par Apotlonios dans le Chant II des Argonautiques, on y lit que le Thermodon descend du mont Armonius et coule entre les bois de Thémiscire. Le mont Armonius n'est pas plus connu que le mont Arménios. Karl Müller voudrait lire Amazonio monte, comme dans Pline. Mais il est plus probable qu'Ammien a écrit Acmonio. Il confondrait ainsi le mont d'où sort le Thermodon avec le bois Acmonios auprès duquel il passe.

## Hypothèse scythe
Hérodote considère les Amazones comme des archères scythes ou sarmates, thèse que reprend Platon dans Les Lois,.
Le cheval est inséparable des populations des steppes, dont font partie Scythes et Sauromates (ou proto-Sarmates) renommés dans l’Antiquité comme éleveurs de chevaux et excellents archers. On peut supposer, à la suite d'Hérodote, que les Amazones sont les épouses des Scythes, et, fait inconcevable pour un Grec, ont le droit de chevaucher et de guerroyer. De là serait né le mythe de farouches guerrières, élevées comme telles. Il a cependant historiquement existé des guerrières, notamment des femmes grecques sollicitées lorsque la patrie est en danger.

## Relations avec les hommes
Les Amazones voient leur continuité au féminin, puisque la légende dit qu’elles tuent les enfants mâles et n’élèvent que les filles, ce qui peut paraître difficile pour assurer leur perpétuation, mais il serait possible qu'après le sevrage, les garçons aient été confiés aux hommes avec lesquels elles ont enfanté. Cela supposerait plutôt un type de société matriarcale, ce dont les Grecs avaient horreur. Ce pourrait être la raison pour laquelle ils blâment tant cette population. La légende rapporte également que les Amazones ne gardent auprès d’elles que des hommes mutilés, estropiés, prétendant que cela augmenterait la domination de leur sexe, l'infirmité empêchant les hommes d'être violents et d’abuser du pouvoir. On dit à ce propos que la reine Antianeira aurait répondu à une délégation d’hommes scythes qui s’étaient proposés comme amants exempts de défauts physiques que « l'estropié est un meilleur amant ».

### Histoire des animauxd'Aristote
La quadruple question de la réalité historique des Amazones, de leur statut égal à celui des hommes, de leur relation à ces derniers et de leur sexualité, ont suscité dès l'Antiquité de nombreux commentaires et stimulé les imaginations. Dans l’Histoire des animaux d'Aristote, les Amazones tuent leurs enfants mâles ou les rendent aveugles ou boiteux, pour ensuite les utiliser comme esclaves domestiques et sexuels, et si elles s'unissaient une fois par an avec des hommes des peuplades voisines, c'est pour les tuer ensuite.

### Géographiede Strabon
Strabon explique que, d'après certains historiens, la nation des Amazones se situe dans les montagnes au-dessus de l'Albanie du Caucase. Théophane, qui a accompagné Pompée dans toutes ses guerres et visité personnellement l'Albanie, place entre les Amazones et les Albani deux nations d'origine scythe : les Gèles et les Lèges (en). Il indique le cours du Mermadalis comme ligne de démarcation entre les possessions de ces derniers et celles des Amazones. Toutefois, d'autres auteurs, comme Métrodore de Scepsis et Hypsicrate qui connaissaient aussi bien ce pays, assurent que les Amazones sont limitrophes des Gargaréens et occupent les dernières pentes du versant nord de la partie du Caucase nommée monts Cérauniens. Ils ajoutent qu'elles vivent là habituellement seules, s'occupant elles-mêmes du labourage, des plantations, du soin de leurs bestiaux, surtout leurs chevaux. Les plus vaillantes d'entre elles préfèrent cependant consacrer leur temps à la chasse et aux exercices guerriers. Mais on leur brûle à toutes indistinctement le sein droit dans leur première enfance pour que, plus tard, elles puissent se servir plus librement de leur bras droit pour lancer le javelot. Elles ont aussi pour armes offensives l'arc, le sagaris et le pelte et pour armes défensives des casques, des manteaux, des baudriers faits avec la peau des bêtes fauves qu'elles ont tuées. Chaque année, les deux mois de printemps font exception à leur vie solitaire. Elles montent alors sur le sommet de la montagne qui sépare leur territoire de celui des Gargaréens. Ceux-ci, en vertu d'un ancien accord, sont tenus de s'y rendre aussi pour célébrer en grande pompe un sacrifice commun. Ils s'unissent ensuite à elles charnellement, mais seulement pour engendrer des descendants.
Ainsi, l'acte s'accomplit sans choix, dans l'obscurité et au hasard des accouplements. Puis, les Gargaréens les renvoient chez elles. Les Amazones ne gardent avec elles que les filles, tandis que les garçons, sans exception, sont confiés aux Gargaréens pour être élevés parmi eux. Mais aucun Gargaréen n'admet avec empressement dans sa maison un enfant dont il peut se croire le père, vu la nature mystérieuse de l'union à laquelle cet enfant doit la vie. Le Mermodas traverse le territoire des Amazones et toute la Sirakène, ainsi que les déserts intermédiaires, pour aller se jeter dans le mer d'Azov (ou lac Méotide). Quant aux Gargaréens, selon la tradition, ils seraient partis de Thémyscire avec les Amazones, remontant avec elles depuis la côte du mer Noire (ou Pont-Euxin) jusque dans le Caucase, mais ils n'auraient pas tardé à se séparer d'elles. Ils leur auraient même fait la guerre, aidés par les Thraces et les Eubéens, que leurs aventures avaient conduit dans la région. Seulement, cette guerre se serait rapidement terminée par un traité conclu aux conditions citées marquées plus haut. Ainsi, par la suite, les deux nations n'auraient plus eu de commerce ensemble sauf pour avoir des enfants, vivant à part cela dans une complète indépendance l'une de l'autre. On a rapproché le nom « Gargares » de l'ancien géorgien gargar : « abricot », les abricotiers Prunus armeniaca étant encore très cultivés dans la région. Dans la vision protochroniste de l'histoire, les Gargares sont revendiqués comme ancêtres par les Tchétchènes et par les Ingouches, qui s'auto-désignent comme galgaï.

### Analyse
Adrienne Mayor pense que les femmes scythes auraient eu un statut et un comportement trop similaire aux hommes aux yeux des Grecs, mais que cela a pu être une caractéristique des peuples cavaliers antiques. Selon Xénophon, la tribu des Mosynèques du Pont pratiquait la sexualité en public sans pudeur et avec n'importe quel partenaire. Selon Hérodote, la tribu sarmate des Agathyrses en faisait autant. Même s'il est imaginaire, le récit de Strabon à propos des Gargares et des Amazones a été rapproché de la coutume caucasienne de la c'ac'loba, qui s'apparente aux pratiques orgiaques de bien d'autres peuples, durant lesquelles on débride deux ou trois jours par an la sexualité pour augmenter la fertilité, hors des règles familiales, sociales et religieuses habituelles, avec obligation d'oublier ce qu'il s'y est passé et sans possibilité de contestation ou de vengeance par la suite.

## Représentations artistiques et littéraires

### Dans l'Antiquité gréco-romaine

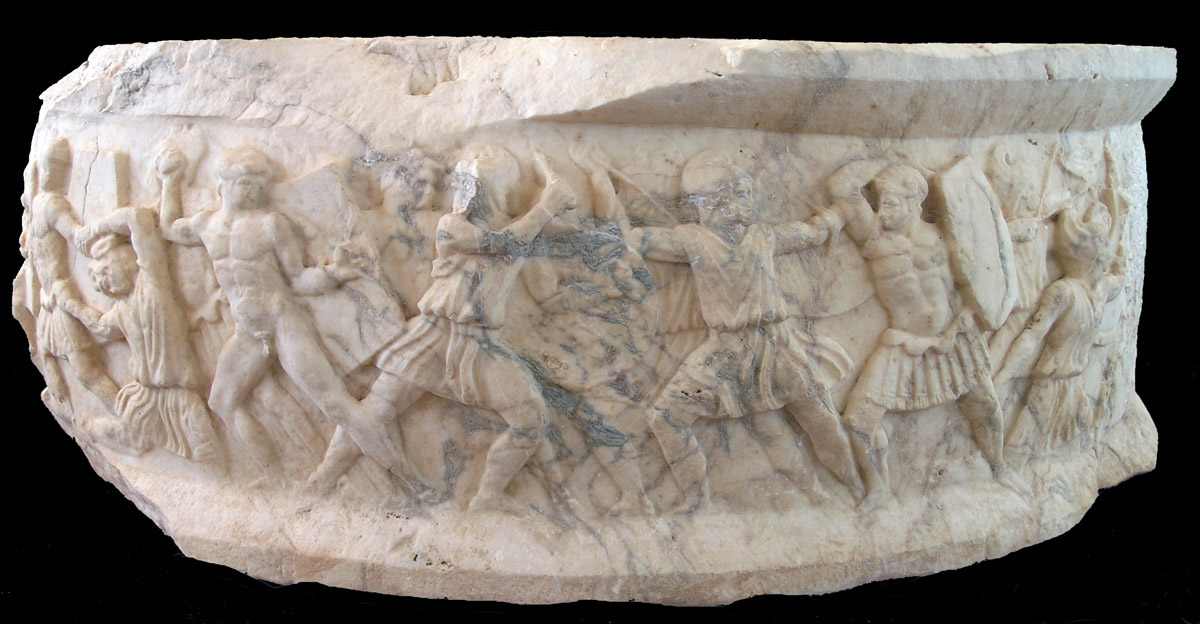
Amazonomachie, musée archéologique de Nicopolis d'Épire.

Le thème de l'Amazone apparaît couramment dans l'art grec. Elles sont représentées portant des tuniques courtes, à l'instar d'Artémis, ou encore avec des pantalons bouffants asiatiques. Souvent, le sein gauche, une épaule ou un pied est dénudé, ce qui pouvait justifier la frénésie de la bataille. En revanche, on ne trouve aucune occurrence de sein coupé. Les jeunes femmes athlètes sont souvent représentées en Amazones. Aucune amazone n'a été représentée nue durant les époques archaïque et classique. Cependant dans l'art hellénistique, certaines Amazones ont été représentées dénudées.
L'amazonomachie, ou combat des Grecs contre les Amazones, est également un thème populaire : il figure sur l'avers du bouclier d'Athéna Parthénos ou sur le trône de Zeus à Olympie, ou bien encore le sarcophage des Amazones réalisé probablement au IVe siècle av. J.-C. à Tarquinia. Il est souvent représenté symétriquement avec le combat des Lapithes contre les centaures, comme c'est le cas sur les métopes du Parthénon.
En particulier, le combat d'Héraclès contre les Amazones est l'un des thèmes les plus populaires de la peinture sur vases attiques à figures noires : on le retrouve sur près de 400 vases. Dans la sculpture monumentale, il est représenté dans les métopes du trésor des Athéniens à Delphes, du temple E de Sélinonte, du temple de Zeus à Olympie et de l'Héphaïstion d'Ahènes, ainsi que sur la frise du temple d'Apollon à Bassae. C'est en fait un combat singulier qui est dépeint : Héraclès revêtu de sa peau de lion affronte une Amazone portant la plupart du temps une armure d'hoplite, plus rarement vêtue comme un archer scythe ou comme un guerrier perse. Le combat de Thésée est également fréquent, mais celui de Bellérophon n'est pas représenté dans l'art grec.

### Représentations artistiques après l'Antiquité

#### Littérature
- Les récits liés aux Amazones prennent une place prépondérante dans le récit de l'Histoire ancienne jusqu'à César (attribué à Wauchier de Denain)[105] dont la première rédaction date du XIIIe siècle et qui se base sur maintes sources antiques, dont plusieurs citées ci-dessus : Paul Orose, Virgile et Justin[106]. Dans le manuscrit Ms 562 de la Bibliothèque municipale de Dijon, cinq miniatures leur sont dédiées[107].Miniature du premier combat des Amazones (f. 86v), manuscrit de l'Histoire ancienne jusqu'à César (Ms 562). Conservé à la Bibliothèque municipale de Dijon.

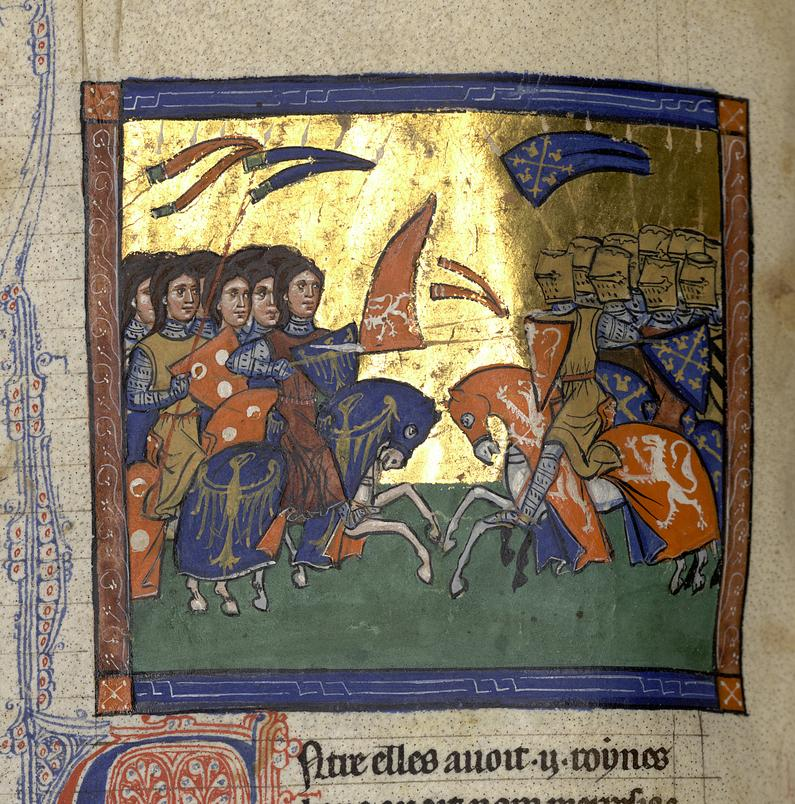
Miniature du premier combat des Amazones (f. 86v), manuscrit de lHistoire ancienne jusqu'à César (Ms 562). Conservé à la Bibliothèque municipale de Dijon.

- Plusieurs auteurs, comme Jehan Le Fèvre dans le Livre de Lëesce, dressent une liste des Neuf Preuses[108], pendant féminin des Neuf Preux, qui incarnaient l'idéal de la chevalerie dans l'Europe médiévale. Parmi ces preuses, dans les différentes variantes de cette liste, figurent des Amazones : Penthésilée, la reine des Massagètes Tomyris, Hippolyte, Ménélope, Lampédo et Penthésilée.
- Dans son Livre des merveilles du monde, écrit entre 1355 et 1357, Jean de Mandeville décrit longuement les Amazones et leur pays (qu'il qualifie d'« Amazonie » et de « Terre de Féminie »).

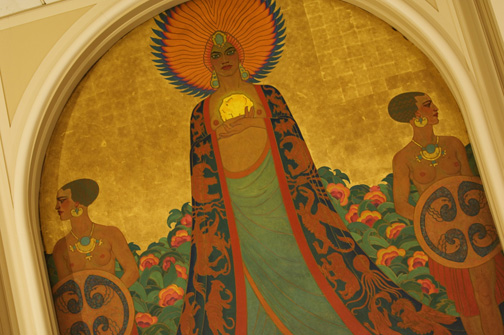
Détail de la fresque représentant Calafia à l'hôtel Mark Hopkins, San Francisco.

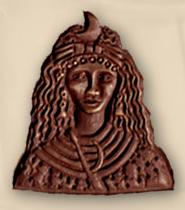
Bas-relief représentant Califia.

- Au XVe siècle, l'Espagnol Garcia Ordoñez de Montalvo écrivit le roman de chevalerie Las sergas de Esplandián. Il y est question d'une île paradisiaque située « à main droite des Indes », riche en or et gouvernée par la reine amazone Calafia[d]. Cette île, nommée « Californie », aurait inspiré les explorateurs européens pour baptiser la péninsule de Basse-Californie, qu'ils prirent pour une île. Il pourrait s'agir de l'origine du nom de la Californie[109]. Cette reine est représentée depuis 1926 sur une fresque du Mark Hopkins Hotel (en) de San Francisco.
- Au XVIIe siècle, la reine des Amazones Hippolyte apparaît dans la comédie de Shakespeare Le Songe d'une nuit d'été, écrite en 1594-1595, et dans la comédie Les Deux Nobles Cousins qu'il co-écrit avec John Fletcher en 1634.
- Au XVIIIe siècle, plusieurs pièces de théâtre mettent en scène des Amazones :
  - En 1699, Antoine Houdar de La Motte compose Marthésie, première reine des Amazones qui met en scène le personnage de Marpésia.
  - En 1718, Lesage et d'Orneval composent une pièce comique intitulée L’Île des amazones dans laquelle deux valets, Arlequin et Pierrot, sont capturés par les Amazones qui leur font épouser à chacun une femme pour une durée de trois mois, après quoi ils devront être chassés[110].
  - En 1749, Anne-Marie du Boccage compose et crée Les Amazones, une tragédie en cinq actes et en alexandrins relatant les intrigues politiques et amoureuses à Thémiscyre après une bataille au cours de laquelle les Amazones ont fait prisonnier le héros grec Thésée[110].
- En 1876, Heinrich von Kleist compose le drame Penthésilée qui met en scène la reine des Amazones et son amour impossible pour le héros grec Achille.
- En 1889, Elizabeth Burgoyne Corbett publie New Amazonia: A Foretaste of the Future, roman utopique de science-fiction féministe.
- En 1890 sont publiés posthumement des poèmes d'Éphraïm Mikhaël, dont La Mort des Amazones[111].
- En 1996, François Place publie le premier tome de Atlas des géographes d'Orbæ, série d'albums illustrés, où il décrit Le Pays des Amazones. Formant la lettre "A", il est composé montagne centrale, d'où coulent les cours d'eau irriguant la forêt avoisinante[112].

#### Alchimie
À partir de l'époque byzantine, et surtout à la Renaissance, la mythologie antique va être interprétée comme une image des procédés alchimiques ce qui « dotait l'alchimie d'une imagerie nouvelle et quasi inépuisable, [et] lui apportait en outre aux yeux de bien des doctes la précieuse caution des Anciens : grâce à la notion de "théologie poétique", il devenait soudain possible d'argumenter contre le fréquent reproche selon lequel l'Antiquité classique n'avait pas connu l'Alchimie. ». Ce courant, allant du chroniqueur Jean d'Antioche (VIIe siècle) à Dom Pernety (XVIIIe siècle) en passant par Petrus Bonus (XIVe siècle), s’est avant tout développé dans les écrits d’auteurs comme Robert Duval, Michael Maier ou Pierre-Jean Fabre,.

Le mythe des Amazones a ainsi fait l’objet de réinterprétations alchimiques. L’alchimiste Michael Maier interprète le neuvième travail d’Héraclès, dans lequel le héros doit rapporter à son cousin Eurysthée la ceinture d’Hippolyte, la reine des Amazones : 

« L’artisan [c’est-à-dire l’alchimiste] Hercule doit les affronter, et il doit retirer le très précieux ceinturon de leur reine, qui consiste en diamant et escarboucle, les plus chères et les plus rares médecines de ce monde, dirais-je, blanche et rouge, mille fois plus précieuses que l’or, ! »

Vingt ans plus tard, Pierre Jean-Fabre consacre un chapitre entier de son Hercules piochymicus aux Amazones, et réinterprète intégralement le mythe : il voit en les Amazones les « sels chimiques qui se trouvent cachés au centre de toute chose. »

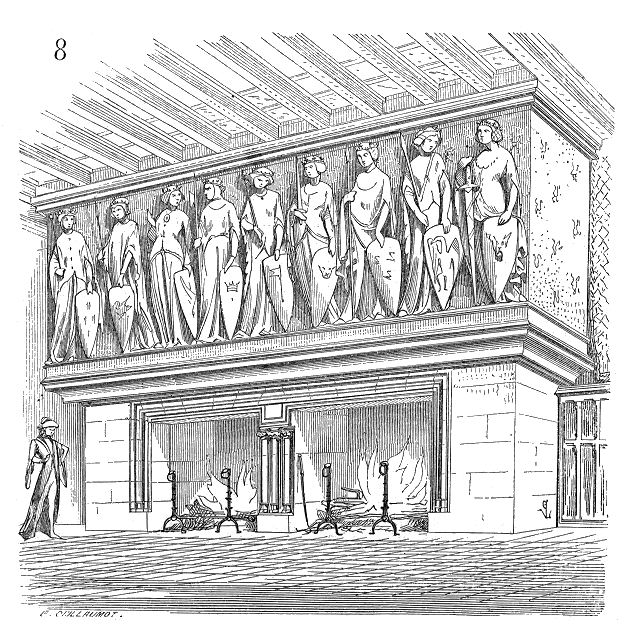
Les neuf Preuses, cheminée du château de Coucy.

#### Bande dessinée

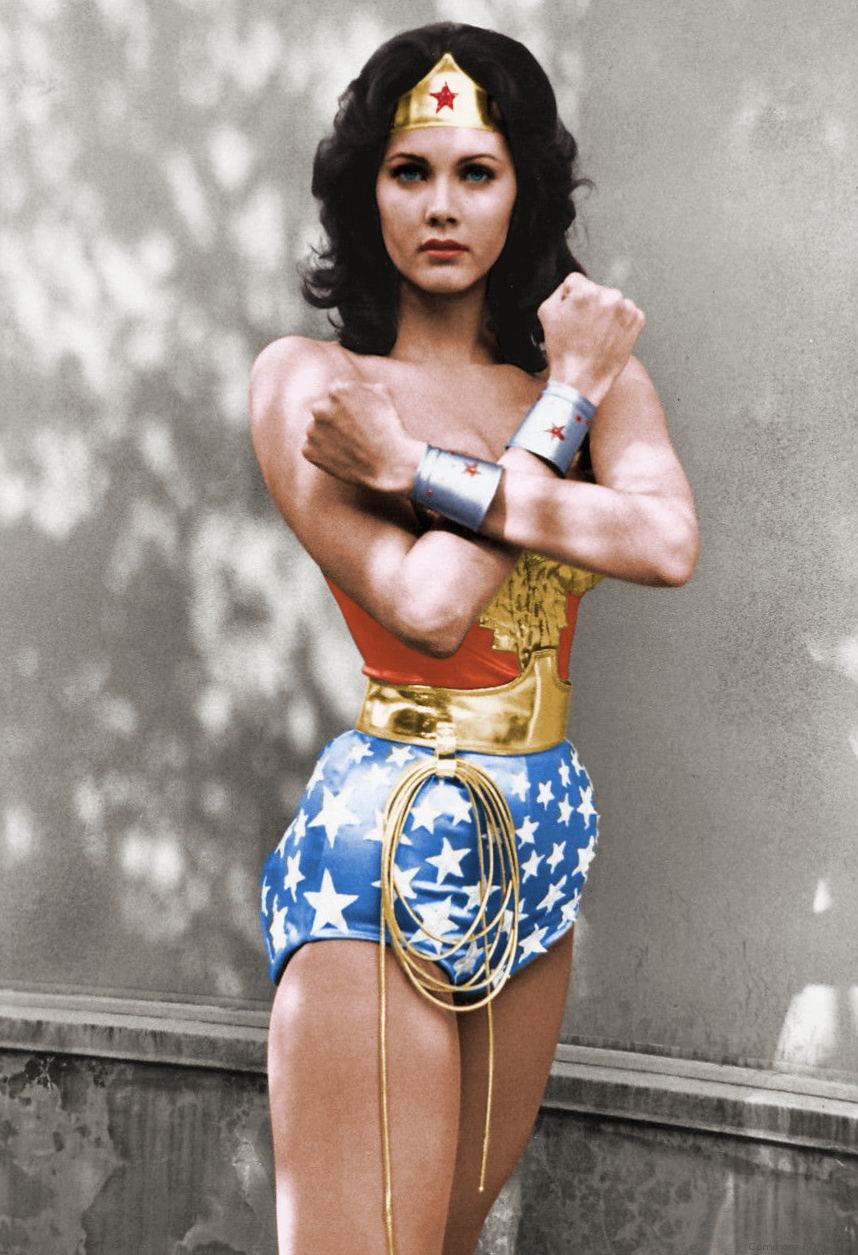
Lynda Carter dans la série télévisée Wonder Woman.

- Lynda Carter dans la série télévisée Wonder Woman.La super-héroïne des comics américains Wonder Woman, créée en 1941 par William Moulton Marston, est présentée comme étant à l'origine une Amazone, issue de l'île de Themyscira[4].
- En 1968, les Amazones apparaissent au début de la bande dessinée érotique Epoxy de Paul Cuvelier et Jean Van Hamme.
- En 1983, les Amazones apparaissent dans le récit du même nom de Pierre Seron, qui fait partie de la série Les Centaures.
- Dans Astérix et le Griffon de Jean-Yves Ferri et Didier Conrad (2021), les héros se rendent chez les Sarmates, parmi lesquels vivent des guerrières amazones.
- Le 42ème tome de la série Alix, scénarisé par Valérie Mangin et dessiné par Chrys Millien, s'intitule La Reine des Amazones (2023).

#### Cinéma
- Dans les films qui s'inspirent de la légende, comme les péplums italiens, les amazones sont montrées avec deux seins dénudés[réf. souhaitée].
- Les Amazones sont des personnages-clés dans les films de super-héros Wonder Woman (2017) et Wonder Woman 1984 (2020), adaptations de la bande dessinée, où Wonder Woman est jouée par Gal Gadot. Le même personnage de Wonder Woman jouée par la même actrice est l'un des principaux personnages dans Batman v Superman : L'Aube de la justice (2016), et Justice League (2017).
- Cheeseburger film sandwich (Amazon Women on the Moon) est un film à sketches américain réalisé par John Landis, Joe Dante, Carl Gottlieb, Peter Horton et Robert K. Weiss et sorti en 1987.

#### Télévision
- Dans un épisode de la série Josie and the Pussycats in Outer Space (en), Warrior Women of Amazonia (1972), Josie et sa bande sont capturés et emmenés une planète peuplée de femmes réduisant les hommes à l'esclavage.
- Dans un épisode de Speed Buggy, The Hidden Valley of Amazonia (1973), les personnages découvrent dans l'Himalaya la vallée cachée d'Amazonie, dirigée par la reine Sheba, où les femmes utilisent les hommes comme esclaves[119].
- La super-héroïne de bande dessinée Wonder Woman, une Amazone, est adaptée dans une série télévisée américaine éponyme diffusée de 1975 à 1979, où elle est jouée par Lynda Carter.
- Dans Planète des Amazones, épisode de Buck Rogers (1979), le héros est capturé et emmené sur la planète Zantia pour être vendu comme esclave.
- Dans la série animée franco-japonaise Les Mystérieuses Cités d'or (1982-83), un peuple d'Amazones d'Amérique apparaît dans les épisodes 21 (Les Amazones) et 22 (Le Miroir de la Lune).
- La série télévisée d'aventure américaine et néo-zélandaise Xena, la guerrière (diffusée de 1995 à 2001) met en scène le personnage de Gabrielle, compagne de Xena. Gabrielle est grecque mais elle est adoptée par la tribu des Amazones à la suite de ses premiers exploits.
- Amazon Women in the Mood (en) est un épisode de Futurama sorti en 2001.
- Dans la série animée japonaise La Petite Olympe et les Dieux, les Amazones sont l'objet de l'épisode 40 (Héraclès et Hippolyte).
- Dans l’animé japonais One Piece, les Kuja sont des femmes guerrières habitant sur une île nommée « Amazon Lily » ; le nom est inspiré des Amazones. Elles apparaissent pour la première fois dès l’épisode 392.

### Installation artistique

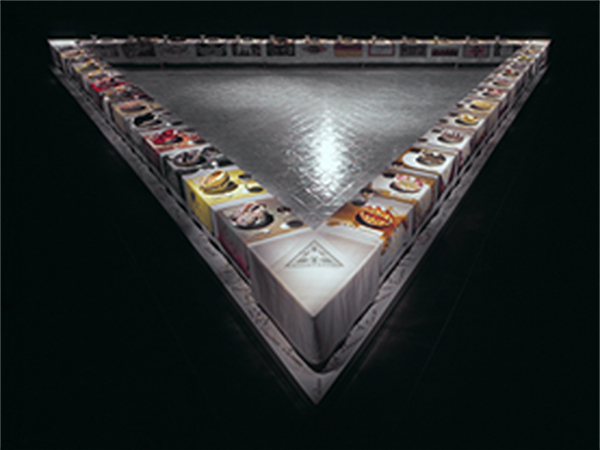
The Dinner Party, Judy Chicago.

- The Dinner Party, Judy Chicago.Judy Chicago, artiste féministe américaine, a exposé au Brooklyn Museum de New York The Dinner Party. Cette installation artistique liste mentionne de nombreuses femmes, historiques ou mythologiques, à travers l'Histoire. Parmi elles se trouvent des Amazones : Antiope, Égée, Eurypyle, Hiéra, Hippolyte, Lampédo, Marpésia, Myrina, Orithye, Penthésilée et Thalestris.

## Réutilisations du nom des Amazones après l'Antiquité

### Les Amazones d'Amazonie

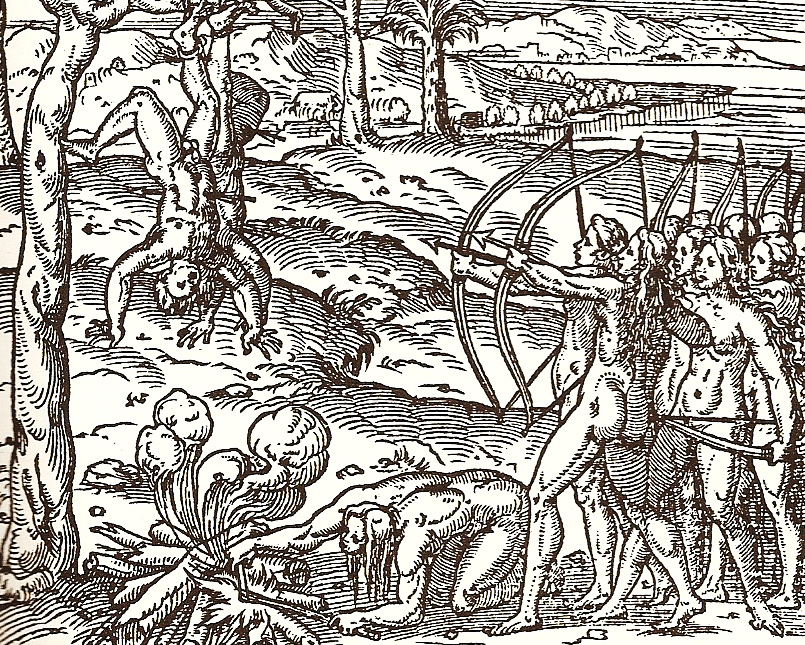
Comment les Amazones traitent ceux qu'elles prennent en guerre (1557), bois gravé.

#### Témoignages de François d'Orellana
Au XVIe siècle, les premières explorations espagnoles de la région équatoriale d'Amérique du Sud, qui ont à leur tête l'explorateur François d'Orellana croient découvrir des peuplades similaires sur les bords du Maragnon qu'ils appellent alors le « fleuve des Amazones », « Amazone ». Ils y rencontrent en effet des femmes qui combattent aussi farouchement que les hommes. Les Amazones d'Amazonie sont parfois représentées avec la peau blanche.
Selon Pierre Samuel, les Amazones qui ont rencontré l'explorateur espagnol Orellana en 1542, qui vivaient sur le bord du fleuve brésilien, seraient des guerrières robustes vivant dans 70 riches villages. Elles feraient payer un tribut aux villages voisins et feraient prisonnier des hommes afin de pouvoir procréer. Si l'enfant était un garçon alors il retournait avec son père et si cet enfant était une fille, elle restait avec sa mère.

#### Témoignages d'André Thevet
En 1557, au retour d’un voyage au Brésil (dans ce qui sera la baie de Rio de Janeiro), André Thevet reprend dans son ouvrage Singularités de la France antarctique, le thème des femmes guerrières trouvées par les Espagnols sur le fleuve Amazone. Il accompagne sa description de deux gravures effrayantes qui connaîtront un grand succès. Il nous dit « Elles font guerre ordinairement contre quelques autres nations, et traitent fort inhumainement ceux qu’elles peuvent prendre en guerre. Pour les faire mourir, elles les pendent par une jambe à quelque haute branche d’un arbre ; pour l’avoir ainsi laissé quelque espace de temps, quand elles y retournent, si le cas forcé n’est trépassé, elles tireront dix mille coups de flèches ; et ne le mangent comme les autres sauvages, ainsi le passent par le feu, tant qu’il est réduit en cendre » (Singularités p 243). André Thevet d'abord se réjouit qu'aux trois sortes d'Amazones décrites dans l'Antiquité, celles de Scythie, d'Asie, et de Libye, viennent s'ajouter les Amazones d'Amérique. Ainsi chaque continent a ses Amazones. Plus tard, dans la Cosmographie universelle, Thevet se dira « bien marry que je sois tombé en la faute de l’avoir creu ».

#### Témoignages de Walter Raleigh

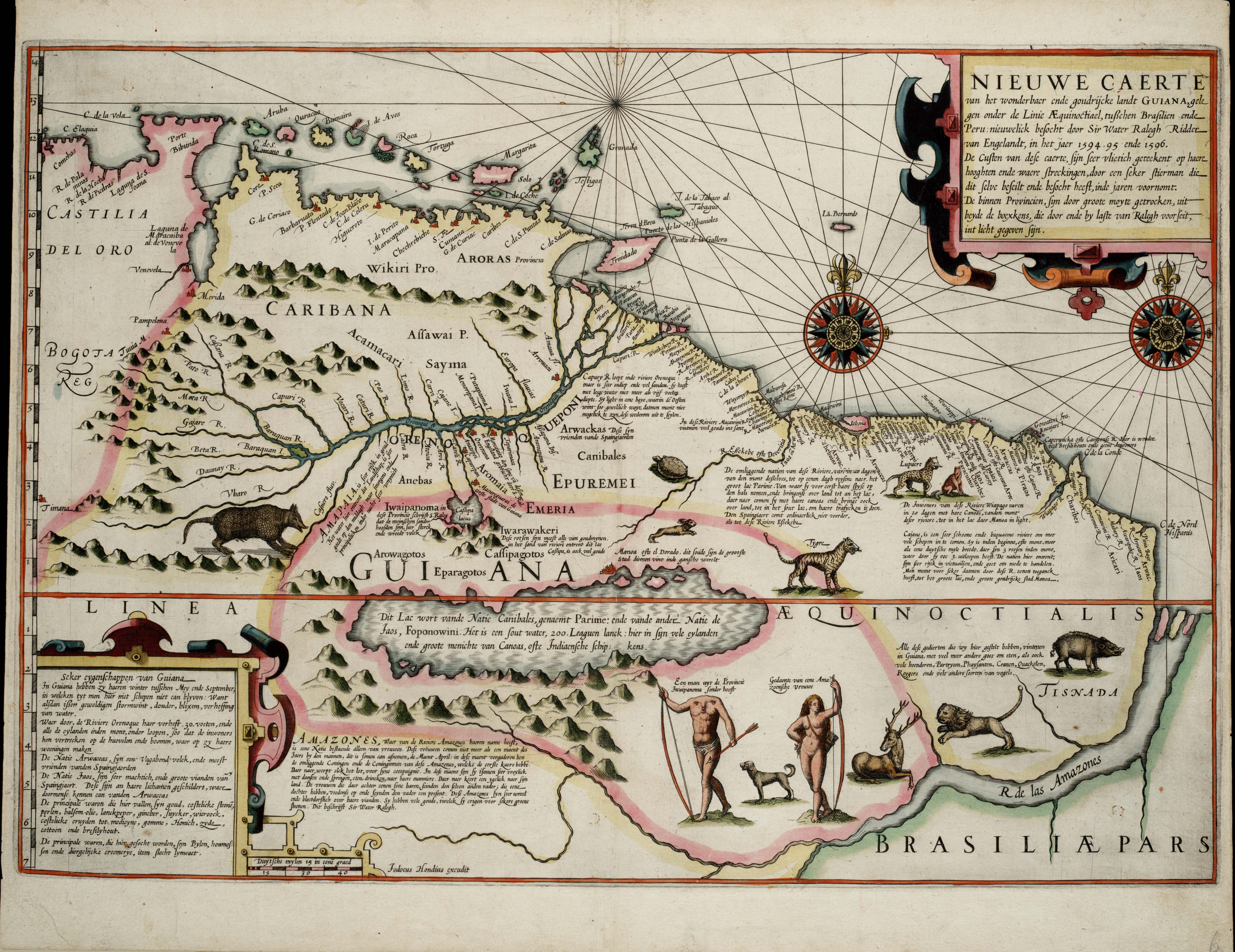
Carte de la région des Guyanes par Jodocus Hondius (1598), figurant le lac Parimé. En bas de la carte est représentée une Amazone.

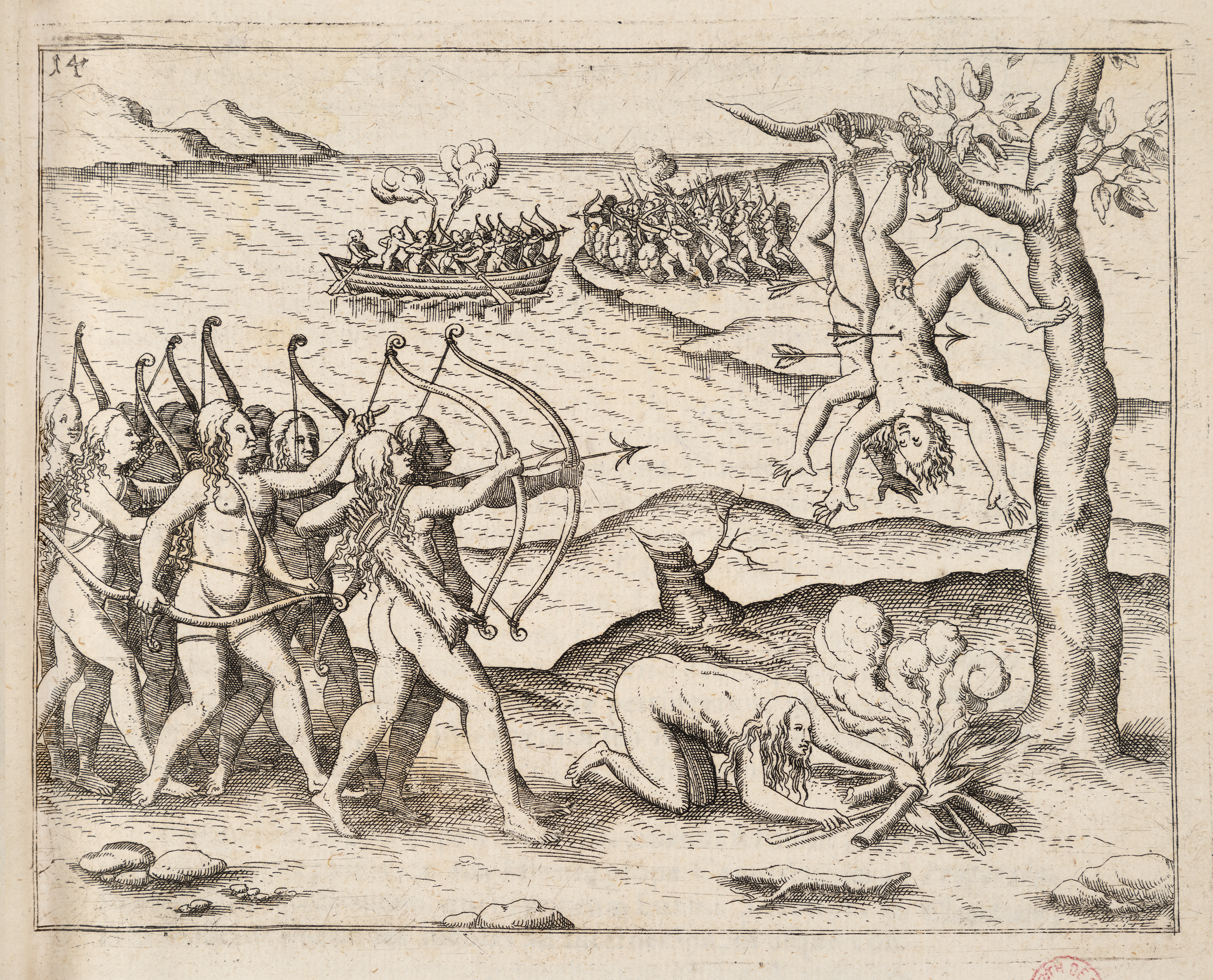
Amazones tuant des hommes, gravure attribuée à Jodocus Hondius datée de 1599, éditée dans l'œuvre Brevis & admiranda descriptio regni Guianae... de Walter Raleigh.

L'explorateur anglais Walter Raleigh mena une expédition (en) le long du fleuve sud-américain Orénoque en 1595, avec pour objectif de trouver la contrée mythique d'Eldorado (ou Manoa). Il estimait que ce lieu se situait dans le plateau des Guyanes, au bord du légendaire lac Parimé. Ce voyage est narré dans son ouvrage The Discovery of Guiana (en). Il y évoque plusieurs peuples mythiques dont il a entendu parler sur place, tels que les Ewaipanomas (es) (acéphales) ou les Amazones. De ces dernières, il décrit longuement les mœurs, se basant sur ce que lui raconte le cacique Topiawari : 

« Cependant, je vais transcrire ce qui m’a été transmis comme vrai sur ces femmes, et j’ai parlé avec un cacique, ou seigneur, qui me dit qu’il avait été sur le fleuve et au-delà. Ces nations de femmes sont situées sur la rive sud du fleuve dans les provinces de Topago, et leurs retraites et leurs camps fortifiés se trouvent dans les îles au sud de l’embouchure, à quelque soixante ligues dans l’estuaire du même fleuve. Les témoignages sur de telles femmes sont très anciens […] ; celles qui habitent près de la Guyane ne vont avec les hommes qu’une fois par an… »

— Walter Raleigh, The Discovery of Guiana
Line Cottegnies rapporte que, selon Neil L. Whitehead (en), Raleigh ne différencie pas ici ce qui a trait au mythe et ce qui concerne la réalité historique. Elle constate également que l'explorateur réunit dans son texte le mythe des Amazones avec la figure idéalisée de la reine d'Angleterre de l'époque Élisabeth Ire, surnommée « La Reine Vierge ». Dans ce même esprit, il est possible que Ralegh, si sensible aux signifiants, ait associé par glissement quasi homonymique « Guiana » à « Gyneia » (le pays des femmes). Cottegnies cite deux hypothèses afin d'expliquer l'origine de ces Amazones. Soit il s'agirait de guerriers à cheveux longs qui auraient été confondus avec des femmes. Soit ce seraient des tribus matriarcales composées de guerrières. La seconde hypothèse est jugée possible mais peu probable, même si certains peuples de culture orale de la région ont été oubliés à cause de la conquête espagnole. D'après l’anthropologue Jonathan D. Hill, la présence de tribus matriarcales dans cette région du monde n'a pas été prouvée.
Cependant, les Amazones constituent un mythe quasiment universel, y compris dans le contexte amérindien. Il y est question de femmes puissantes et accompagnant les sociétés patriarcales fortes (d'après un schème d’opposition avec la structure sociale dominante). En fait, les Amazones sont comme l'Eldorado : ils sont objet de quête mythique et leurs frontières sont déplacées au fil des nouvelles révélations et mystifications.

### Amazones et femmes-guerrières en Afrique

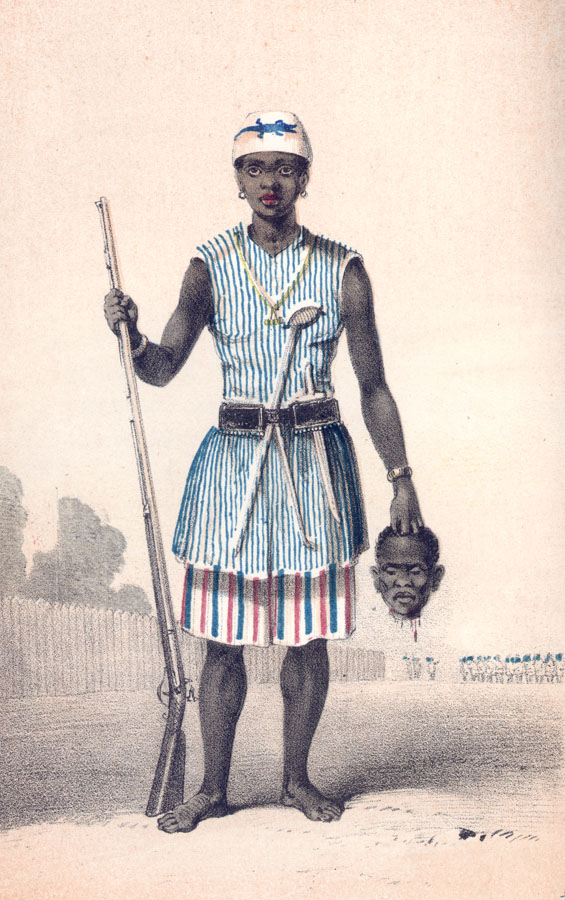
Frederick Forbes, Amazone du Dahomey (1851).

Il existe d'autres traditions de femmes-guerrières en dehors des peuples des steppes d'Asie centrale.
Au Dahomey (sud de l'actuel Bénin), Tasi Hangbè (ou Nan Hangbe), sœur jumelle d'Akaba, règne sur le Dahomey de 1708 à 1711 après la mort soudaine d'Akaba en 1708. C'est lors d'une campagne contre les voisins Ouéménou du royaume qu'elle prit la tête de l'armée, travestie — pour galvaniser ses troupes — à l'image de son frère jumeau défunt Akaba. Elle est la créatrice du corps des amazones du Dahomey. Elle a été largement effacée de l'histoire officielle du Dahomey, sous le roi Agadja son successeur, dont les partisans obligèrent la reine à démissionner.
Plus tard, le souverain Ghézo (1818-1858) créa des compagnies féminines de cavalerie et d'infanterie qui seront baptisées les « Amazones vierges du Dahomey ». Elles combattront d'abord dans les nombreuses guerres de sécession ayant opposé le Dahomey aux Yoroubas. Par la suite le roi Béhanzin les utilisa contre les troupes coloniales françaises.
Au Sénégal, le royaume du Cayor (ancien royaume du Sénégal) envoyait ses « Linguères » qui étaient des sœurs et cousines des souverains dans ses différentes batailles contre les Maures trarzas.
L'Empire zoulou (ancien territoire d'Afrique australe) avait auparavant constitué des régiments de jeunes filles combattantes ou chargées de la logistique.